# Monteaperta
Monteaperta (Viškorša in sloveno, Montviarte o Monviarte in friulano), anche chiamata la piccola Cortina, è una frazione di 219 abitanti del comune italiano di Taipana, in provincia di Udine.
Un tempo chiamata Campo di Miglio, poi Monteaperto, infine Monteaperta, questo villaggio, una volta Villa indipendente (citato nell'ispezione canonica del 10 giugno 1737 come Villa di Monteaperta) che comprendeva anche le frazioni di Cornappo, di Ponte Sambo e di Debellis, è attualmente compreso nel comune di Taipana della provincia di Udine, in Friuli-Venezia Giulia, che è distante 3,93 chilometri. Fa parte dell'Iter Aquileiense o Cammino Celeste, un passo o via di pellegrinaggio, con una lunghezza totale di 360 km, che collega il santuario di Maria Saal (Austria) e la basilica di Brezje (Slovenia) ad Aquileia, in Italia.

## Geografia fisica
Sorge a 659 m s.l.m., tra i rilievi delle Prealpi Giulie, nel bacino del rio di Monteaperta e del torrente Cornappo. La frazione si estende per oltre 2 km di lunghezza, tra 500 e 659 metri, in posizione panoramica ai piedi del Gran Monte, una grande catena montuosa situata tra i torrenti del Cornappo, del Torre e del fiume Isonzo. Il territorio su cui si estende Monteaperta fa parte di una vasta area denominata Alta Valle del Torre o Alta Val Torre della Slavia friulana (chiamata Benečija in sloveno). Da un punto di vista geomorfologico la catena del Gran Monte è, a partire dalla pianura friulana, il primo gruppo di monti di grandi dimensioni che costituiscono le Prealpi Giulie, di altitudine superiore ai 1600 metri. La roccia è calcarea, con fenomeni carsici (inghiottitoi, doline e grotte). L'area nei pressi della frazione è ricca di sorgenti (come la sorgente del Vescovo) che alimentano città vicine.
- Clima: il clima di Monteaperta è prevalentemente continentale, con temperature abbastanza elevate d'estate e relativamente rigide d'inverno, ma con minor continentalità rispetto alla Carnia. L'inverno è la stagione meno piovosa, mentre d'estate sono frequenti i fenomeni temporaleschi, anche accompagnati da forti grandinate. Si segnalano episodi di Bora.

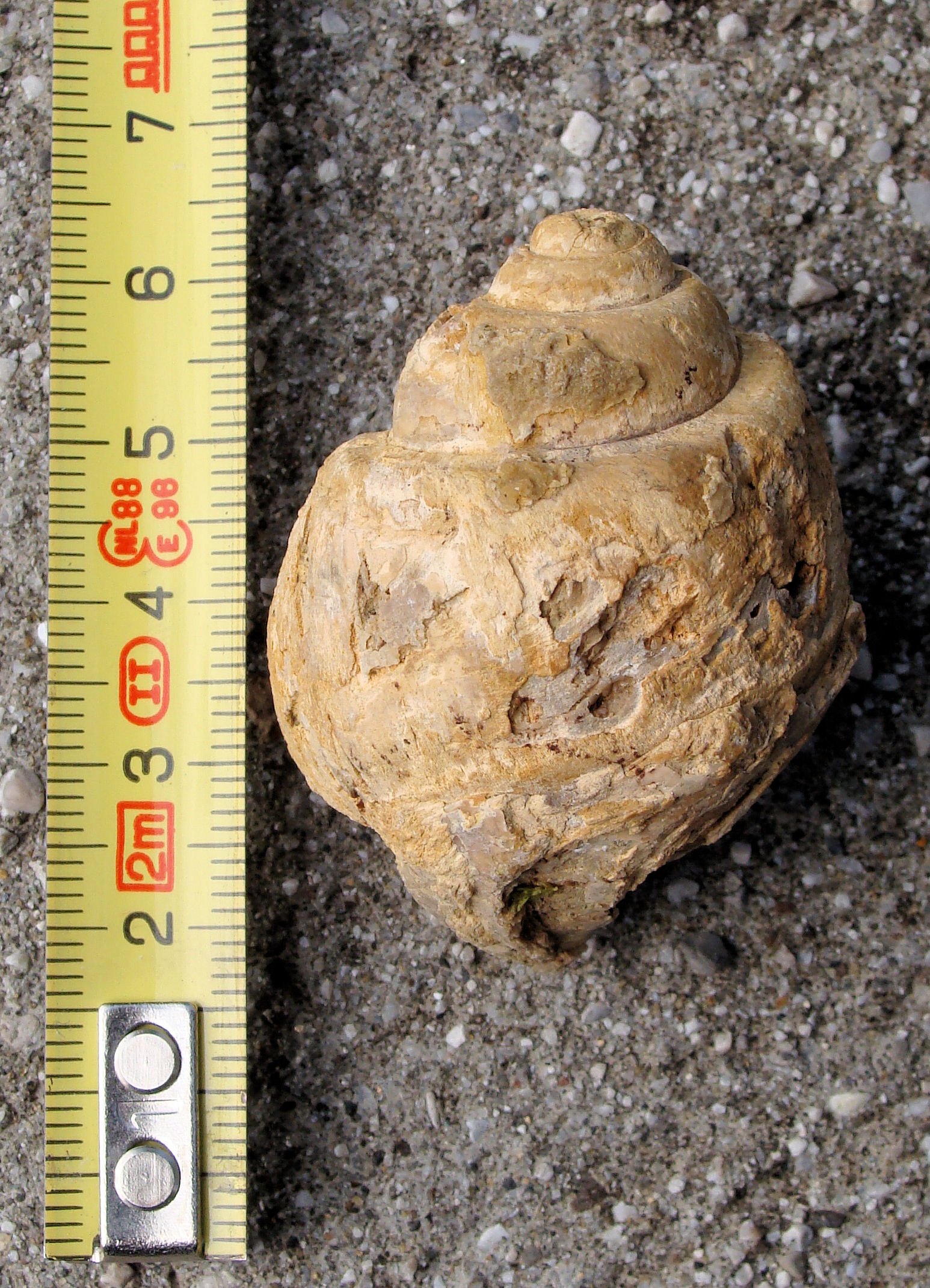
Amaurellina (Eocene) - Monteaperta, Campo Sportivo (2011)

- Geologia di Monteaperta: il paese (Borgo di Sotto e Borgo di Sopra) si estende su coni di deiezione (falde di detrico e brece) posglaciale. La formazione chiamata Flysch (marne ed arenarie) del Eocene (zona inferiore) di -50 MA, è stata definita nel promontorio del Briec e del Celò, a Ponte Sambo e a Debellis. Il Trias superiore di -220 MA: questa formazione affiora in zona Gran Monte. Il Trias superiore Carnico è stato definito sopra Monteaperta ed è composto da dolomie friabili. Durante il Trias superiore Norico s'innalza il Gran Monte: è composto da dolomie chiare e calcari dolomitici in strati (chiamati dolomie principale). Il Trias superiore Retico, infine, è costituito da calcari grigi compatti ed è ben visibile sulla cima del Gran Monte.
- Minerali: limonite (ferro), lenticchie sparse di carbone, calcite.
- Fossili (Eocene e Trias): Lamellibranchi, Bivalvi (Megalodontide), Gasteropodi (Amaurellina), rari Cefalopodi (Ammoniti), Echinodermi, Poriferi (spugne), Coralli, Brachiopodi, rari pesci, trace marine, cipressi.
- Fiumi: rio ta Sausciàn, rio ta Saràvanza, rio ta Sacoredo, rio Podrop, rio Dregna, rio Valcalda, rio di Monteaperta, rio Gleria, rio ta Sabazaretan, torrente Cornappo.
- Grotte di Monteaperta: grotta pod Lanišče (semi-allagata) presso la località Ponte Sambo, grotte del Briec e del Celò (sopra Debellis), grotte del Gran Monte: grotta della Diuja Jáma (sopra la pod Biela Skala), Abarie, Orna Scie (Scia)...
- Flora e fauna: Monteaperta è circondata da boschi misti di castagno, maggiociondolo, nocciolo, noce, ciliegio, frassino, carpino bianco, abete rosso e larice, a metà altezza e le colline lasciano il posto a boschi di pini e ginepri, poi a vaste vegetazione di malga con flora rara e protetta (tra cui stelle alpine, genziane, orchidee e rododendri). La sua fauna è notevole (lince, orso bruno, gatto selvatico, camosci, cinghiali, caprioli, cervi, scoiattoli, tassi, volpi e rari sciacalli, pipistrelli, vari uccelli, salamandre, serpenti, trote, gamberi, rane, farfalle e insetti). Il paese segna il limite sud-ovest di un grande parco naturale.

## Geografia antropica

### Suddivisioni storiche
A Monteaperta sono presenti due borghi principali rientranti nell'area delimitata dalla frazione attuale; inoltre si aggiungevano alcuni villaggi storici come le frazioni di Cornappo e di Tanaiauarie, di Ponte Sambo, di Debellis e casere isolate (come casa Pascolo in Valcalda o le casere del Pòuiac). Il sisma del 1976 ha distrutto altre casere situate fra il rio Dregna ed il rio Podrop, fra il Pòuiac e la Zuogna, e vecchie casere delle malghe del Gran Monte (Cuntia e Cecchin). Attraverso un comitato culturale, vengono organizzate feste e manifestazioni culturali in ogni borgo.
I borghi principali sono:
- Borgo di sopra (borgo Cobai, borgo Dousezza, borgo Jáma, borgo Cossarutto, borgo Levan, borgo Chiesa)
- Borgo di sotto (borgo Sout, borgo Tomasin)

## Storia
Il territorio di Monteaperta fu abitato fin da epoca preistorica, lo dimostrano i resti di selce rinvenuti nelle grotte di tipo carsico sparse nel suo comprensorio. Fino a 3.000 anni a.C. il clima diventa caldo ed umido. L'uomo inizia ad allevare il bestiame ed a lavorare la terra. Nelle nostre valli, l'uomo del neolitico viveva principalmente nelle grotte e nelle capanne. A Monteaperta, rinvenimento di reperti diversi come asce di pietra dura ed una pietra rotonda da arrotare. Nel III secolo a.C. vi si insediarono gruppi di Celti (chiamati Galli dagli antichi Romani), poi di Carni. Si racconta che Giulio Cesare si sia spinto con le truppe per queste montagne (58-50 a.C.) passando per la gola di Cròsis sino al Cuel di Lanis per scendere indisturbato verso Gemona. Si parla anche di una strada romana e di un ponte romano che portavano da Nimis a Caporetto. Nel VI secolo si stabilirono nelle Prealpi Giulie degli Avari e quindi delle genti slave provenienti dalla Pannonia: da allora gli abitanti conservano la loro parlate d'origine (il dialetto slavo del Torre o po-našem in sloveno) fino ai giorni nostri. La denominazione slava di Monteaperta Viškorša deriva da una voce significante l'albero chiamato "sorbo degli uccellatori" in dialetto. Monteaperta inizia probabilmente a prendere consistenza durante il periodo del dominio longobardo (558-776). Nel 670 circa, il duca longobardo Vettari sconfigge gli Slavi nella battaglia di Broxas (Ponte San Quirino).
Nel 705 circa sono gli Slavi che sconfiggono i Longobardi, guidati dal duca Ferdulfo: in una battaglia svoltasi su un imprecisato monte friulano, lo stesso duca troverà la morte. Nel 720 circa, gli Slavi vengono sconfitti dal duca longobardo Pemo nella battaglia di Lauriana (località oggi individuata in Mersino). Sconfitta contenuta in quanto l'accordo di pace fu stipulato sul campo e prevedeva il reciproco scambio dei territori per i pascoli. Il figlio di Pemo, Ratchis, nel 738 si dirige in Carniola dove combatte e sconfigge gli Slavi. In seguito saranno gli Slavi a sferrare un violento quanto improvviso attacco a Rachtis, il quale non riuscirà neppure ad afferrare la sua lancia, ma dovrà difendersi con un bastone. (Racconto di Paolo Diacono). La storia di Monteaperta risale al secolo XII, quando pastori provenienti da Venzone si unirono a formare un villaggio contro le incursioni di ladri e rapinatori. La prima notizia risale al 1300 ed è una denunzia feudale che fa di questa località il nobile Nicolò di Castellerio. Durante il secolo XIII, Monteaperta e Cornappo si trovano sotto la giurisdizione dei conti Savorgnan di Osoppo.
Rimasta prima sotto la giurisdizione del Patriarcato di Aquileia, in seguito a quella austro-ungarica, sotto la Repubblica di Venezia ad eccezione di una breve parentesi napoleonica (1797), fino all'annessione del Friuli all'Italia del 1866, Monteaperta e le frazioni vicine assunsero importanza e si svilupparono come Ville. Monteaperta e le Ville slave dei monti vicini furono sotto la giurisdizione religiosa della Pieve di Nimis. A capo della Villa, c'era una persona autorevole del luogo chiamata "degano" che regolava la vita della Villa, amministrava la giustizia, presiedeva le assemblee. I degani delle Ville elessero vicario. Dal giudizio del degano si poteva appellare al capitano di Osoppo, che negli ultimi anni risiedeva in Nimis. L'autore Ippolito Nievo si ispirò nel suo romanzo il Conte Pecoraio (1856). Questo villaggio, una volta Villa indipendente (citato nell'ispezione canonica del 10 giugno 1737 come Villa di Monteaperta) venne aggregato 1797 alla municipalità di Attimis per passare quindi sotto la vice-prefettura di Cividale. 1818 l'Impero Austriaco lo aggregò al distretto di Faedis e questo soppresso nel 1853 a quello di Cividale. 1861 finalmente Monteaperta venne unita al Distretto di Tarcento e fu collegata a Platischis (che fu sede comunale fino al 24 marzo 1929), è ora dipendente come frazione dalla sede comunale di Taipana.

### Prima guerra mondiale

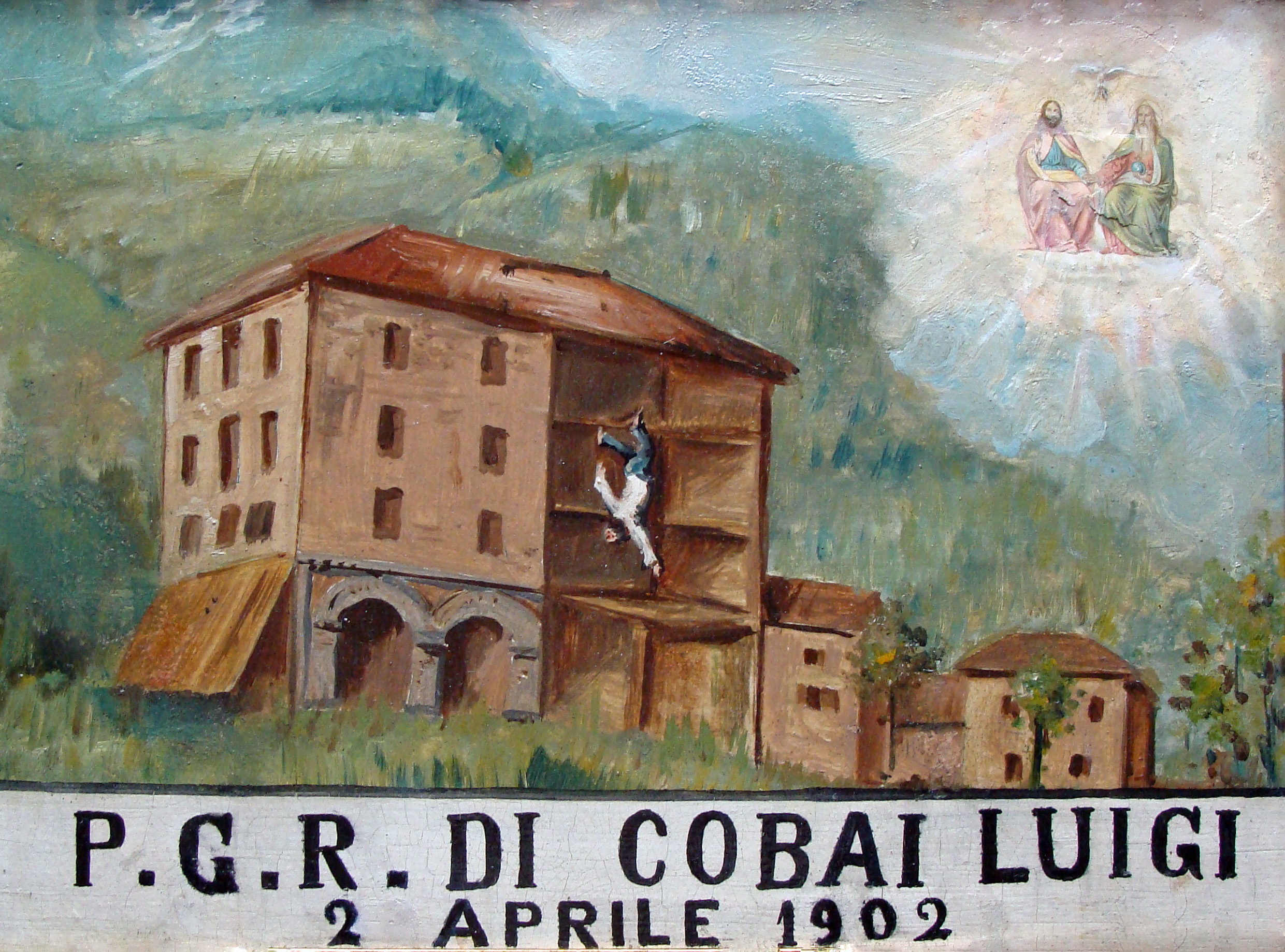
ex voto di Luigi Cobai (1902)

I reparti italiani del Regio Esercito fecero la loro comparsa nelle valli del Cornappo già a partire dall'autunno del 1914 con l'intento di ricognire la zona di confine e migliorare la rete di sentieri e mulattiere sulle sovrastanti montagne. Nel 1913 era stato completato dagli alpini del Battaglione Cividale - 8º Reggimento Alpini  il "Ricovero Montemaggiore", struttura idonea ad ospitare in quota un'intera compagnia alpina. Durante la Battaglia di Caporetto, Monteaperta come tutti i paesi circostanti divenne zona di combattimenti tra i reparti della 60ª Divisione italiana e la 22ª Schutzen Division austro-ungarica. Il Monte Maggiore, nonostante costituisse un pilastro della linea difensiva stabilita dal Generale Cadorna, fu abbandonato dagli italiani già nella giornata del 26 ottobre e Monteaperta fu occupata il giorno successivo, nonostante la resistenza e il sacrificio degli alpini dei Battaglioni Val Leogra e Bicocca. La perdita di questa linea difensiva sancì definitivamente l'abbandono delle Prealpi Giulie e dell'intera pianura friulana, con la conseguente ritirata sul Tagliamento. L'occupazione austro-tedesca che ne conseguì fu un periodo di grande miseria e privazioni per la popolazione civile. Le campane furono rotte in pezzi e confiscate dagli occupanti tedeschi ed austriaci. Nel novembre 1918, dopo la vittoriosa battaglia di Vittorio Veneto, l'intera area rientrò nuovamente sotto il controllo del Regno d'Italia.

### Seconda guerra mondiale
Tra il 1943 e il 1945 l'area venne occupata dalle forze armate naziste, cosicché si attivarono numerosi nuclei partigiani. Durante la seconda guerra mondiale il territorio della frazione fu coinvolto dalle attività della resistenza friulana con la partecipazione delle Brigate Garibaldi e delle Brigate Osoppo.

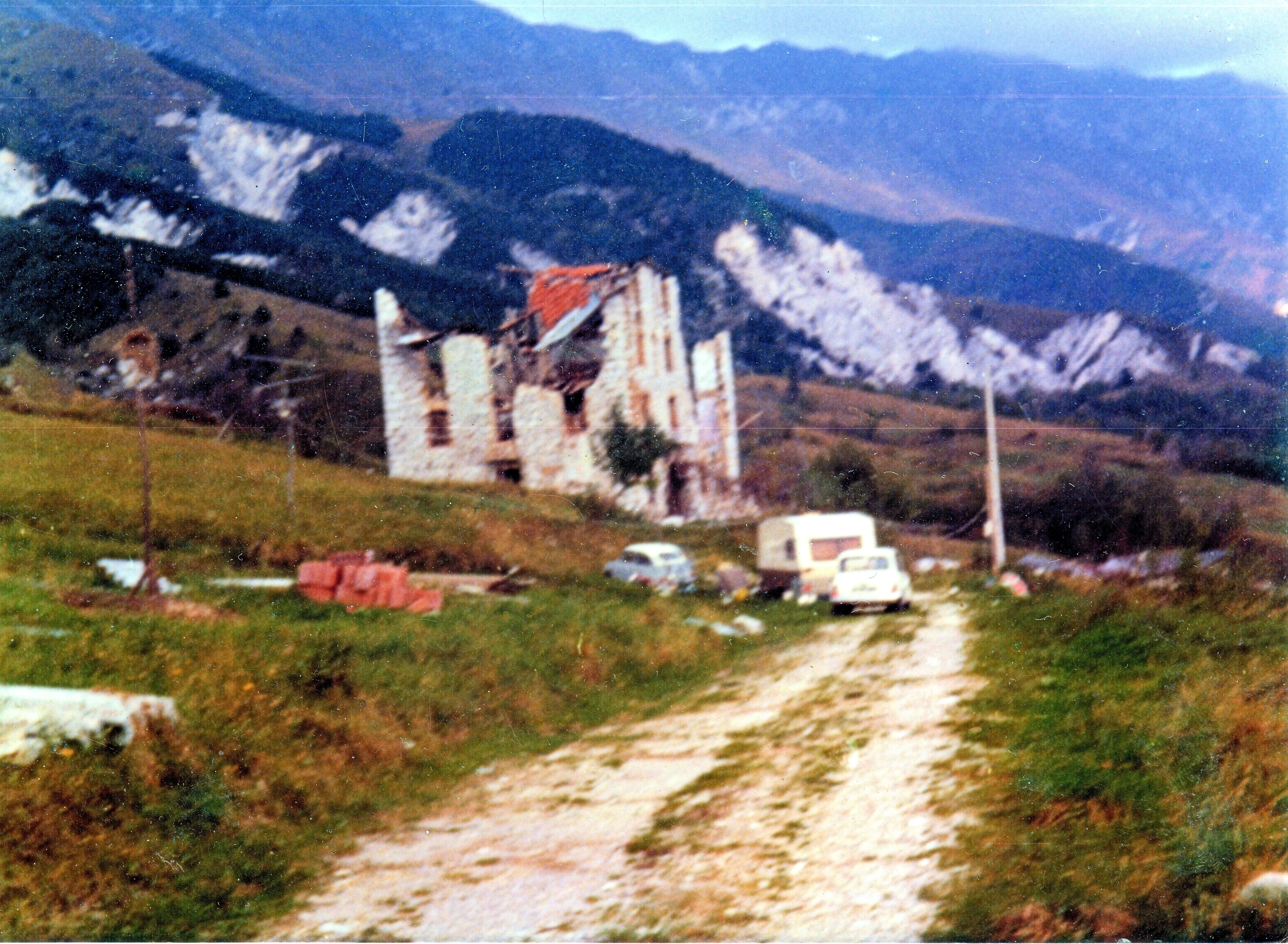
Palazzo Cobai - Sisma del 1976

## Terremoti

### Il sisma del 1511
Il 26 marzo del 1511, ore 21:00, un terribile sisma di magnitudo 7 colpisce la zona di Gemona, Monteaperta e di Cividale.

### Il sisma del 1976
Monteaperta è stata una delle zone più colpite dal terremoto del 1976. Il 6 maggio, ora 21:06 (epicentro il monte San Simeone presso Venzone), un terremoto di eccezionale intensità 9-10 dalla scala Mercalli ha sconvolto il paese. I danni del terremoto del mese di maggio furono amplificati a fine dell'estate da due altre scosse: l'11 settembre la terra tremò di nuovo, due scosse alle 18:31 e alle 18:40 che superano 7,5 e 8 gradi della scala Mercalli. Il 15 settembre, prima alle ore 5:00 e poi alle ore 11:30 si verificarono ulteriori scosse di oltre 10 gradi della scala Mercalli. Tutto quello che era rimasto ancora in piedi dopo il 6 maggio, crollò definitivamente. Il terremoto innescò in Italia ed all'estero una forte solidarietà sociale per una completa ricostruzione del paese (diverse case furono offerte da Slovenia, Svizzera e Croce Rossa Bavarese).

### Il sisma del 1998
In un'area posta nella media valle della Soča, in Slovenia, a 15 km dal confine italiano, si è verificato un sisma di magnitudo 5,6. La scossa è stata avvertita anche a Monteaperta con magnitudo 4,2.

## Società

### Lingue e dialetti

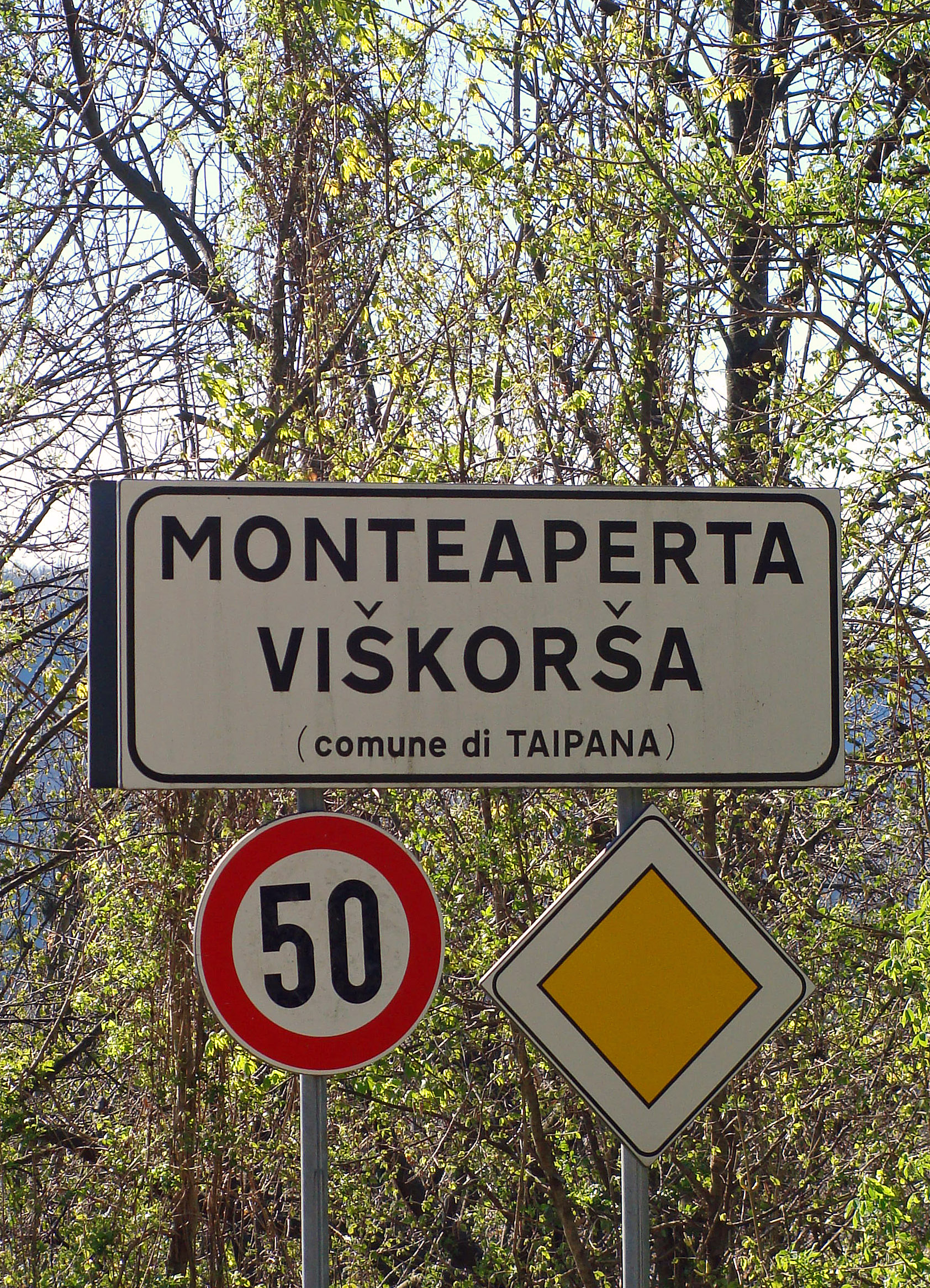
Monteaperta / Viškorša

L'idioma utilizzato comunemente dalla popolazione di Monteaperta, oltre alla lingua italiana, è il dialetto slavo del Torre (tersko narečje chiamato "po našin"). Il censimento del 1971 riscontrava che il 74,4% della popolazione del comune (Taipana) si dichiarava appartenente alla minoranza linguistica slovena. Questo dato, in seguito al fenomeno dello spopolamento montano, ha visto ridursi drasticamente la minoranza linguistica slovena. Monteaperta fa parte dei territori in cui vige la tutela della legge n. 38 del 23 febbraio 2001, approvata da Decreto del Presidente della Repubblica il 12 settembre 2007
Oltre all'italiano ed al dialetto po nasen, la popolazione parla comunemente la lingua friulana.

### Sagre e feste
- Sagra di san Lorenzo

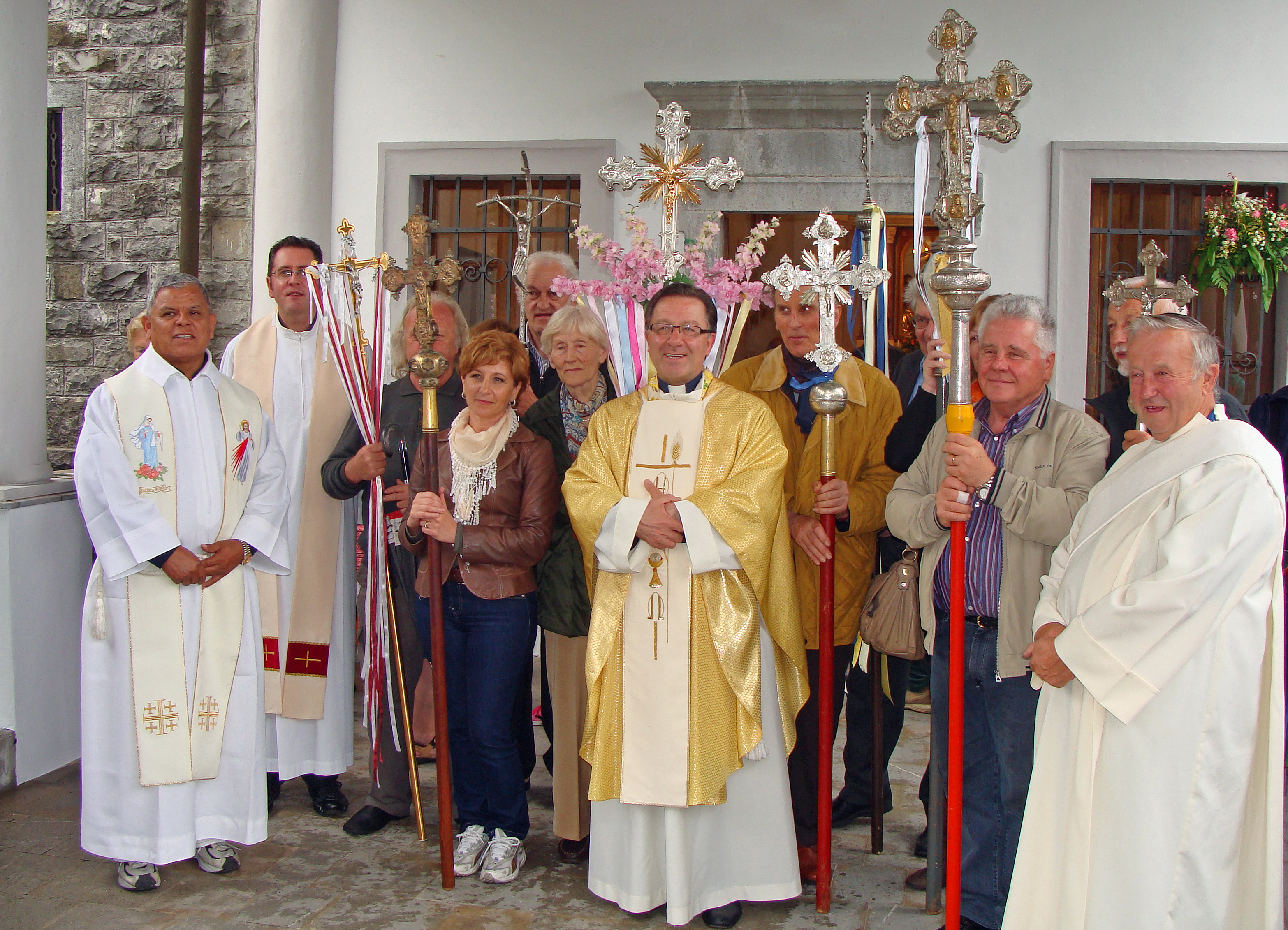
Il "Bacio delle croci"

- Il Bacio delle croci: antichissimo rito che si svolge presso il santuario della Santissima Trinità[6]

## Economia

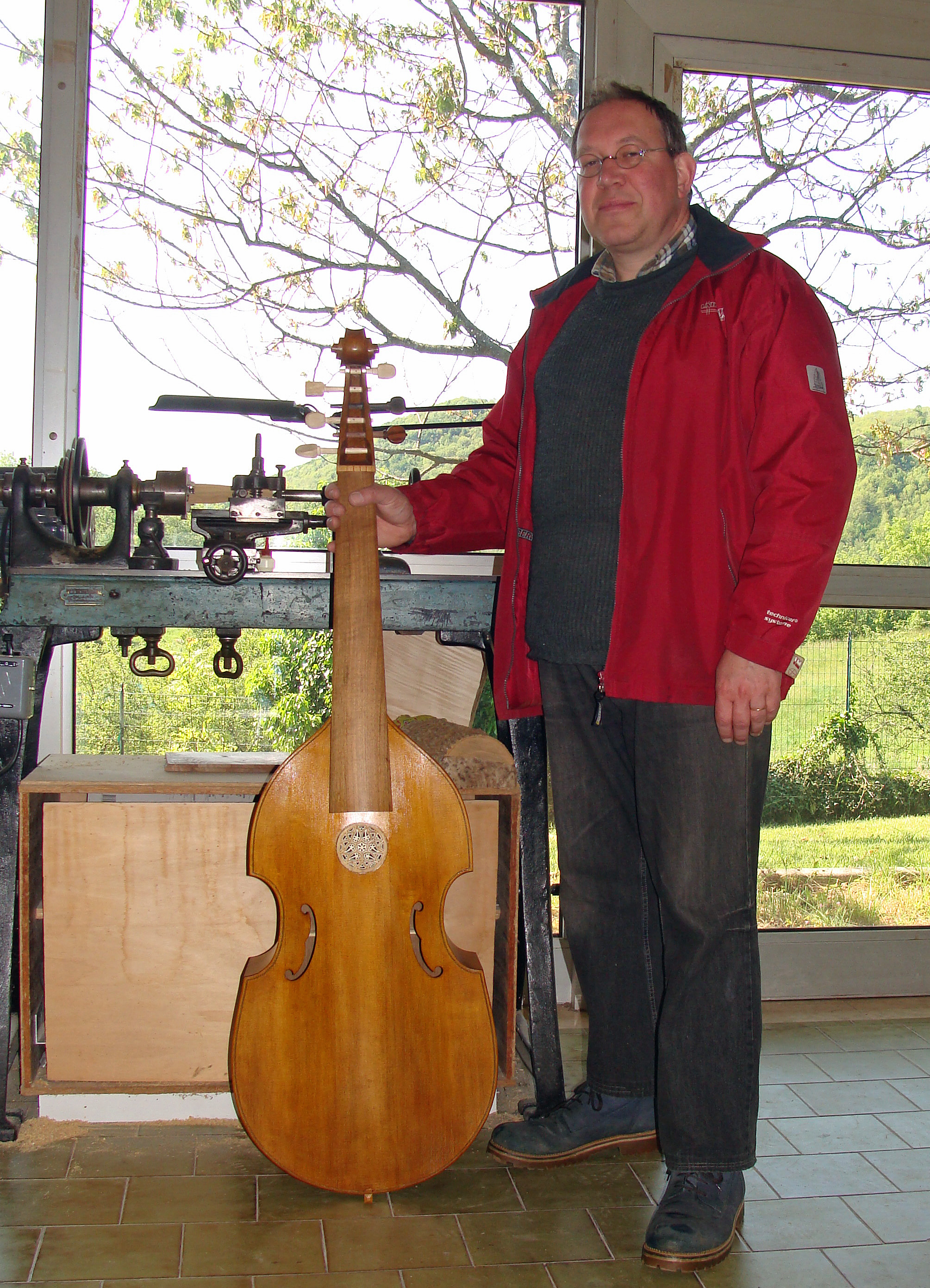
Viola da gamba maker Marco Ternovec.

- Liuteria antica di Marco Ternovec, Borgo di Sopra. Restauro e produzione di viole da gamba e violini.
- Casa vacanze di Ferruccio Bonini (cjase "Giardin sul Mont"), Borgo Viola. Bed and breakfast, possibilità degustazione di prodotti coltivati dal titolare di casa con il metodo omeodinamico.
- Valcalda club. In fondo alla Valcalda, cucina genuina.
- Falegnameria Angelo Curir, Borgo di Sotto.
- Falegnameria René Debellis, Borgo di Sopra.

## Monumenti e luoghi d'interesse

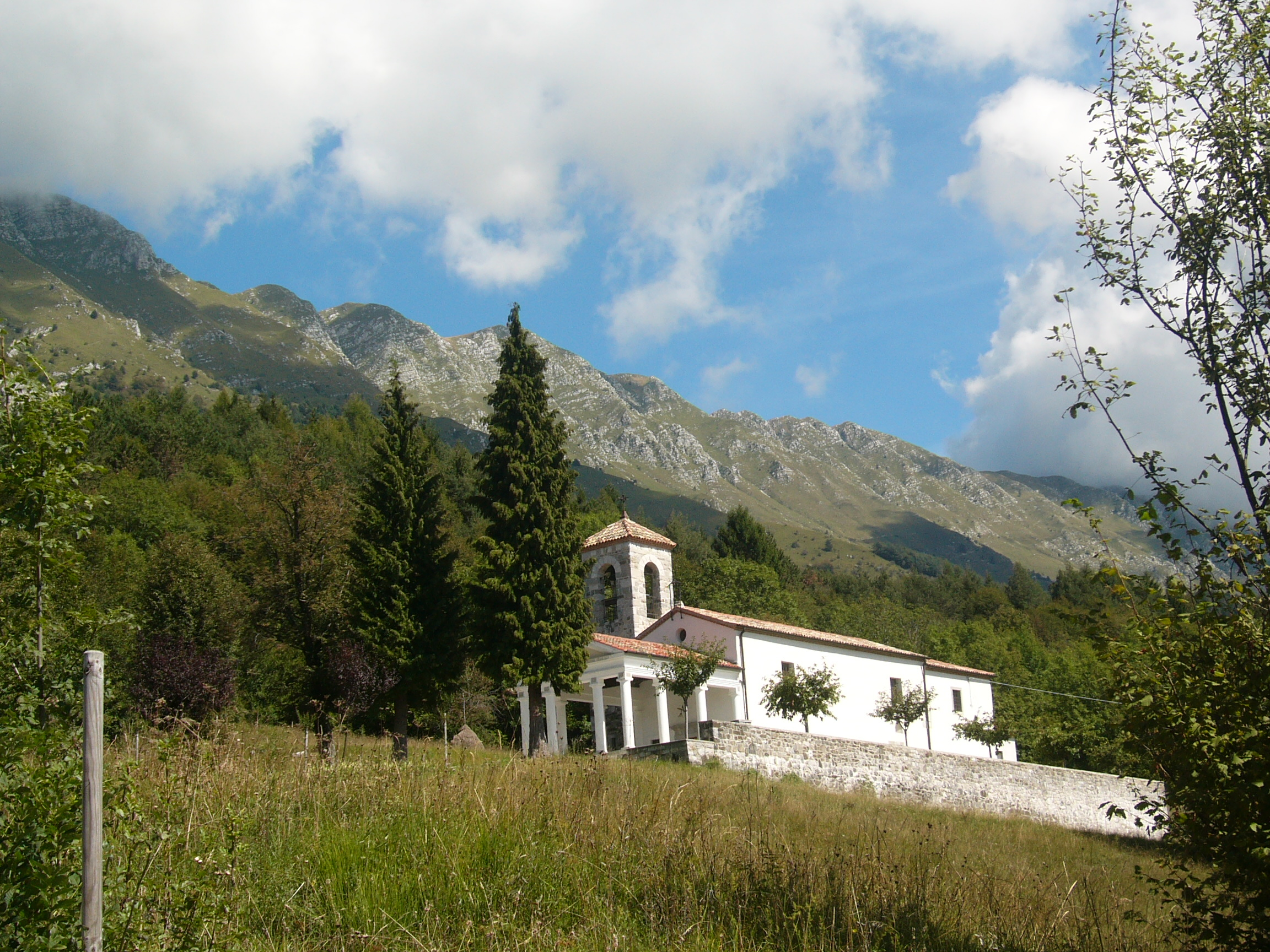
Chiesa della Ss. Trinità di Monteaperta

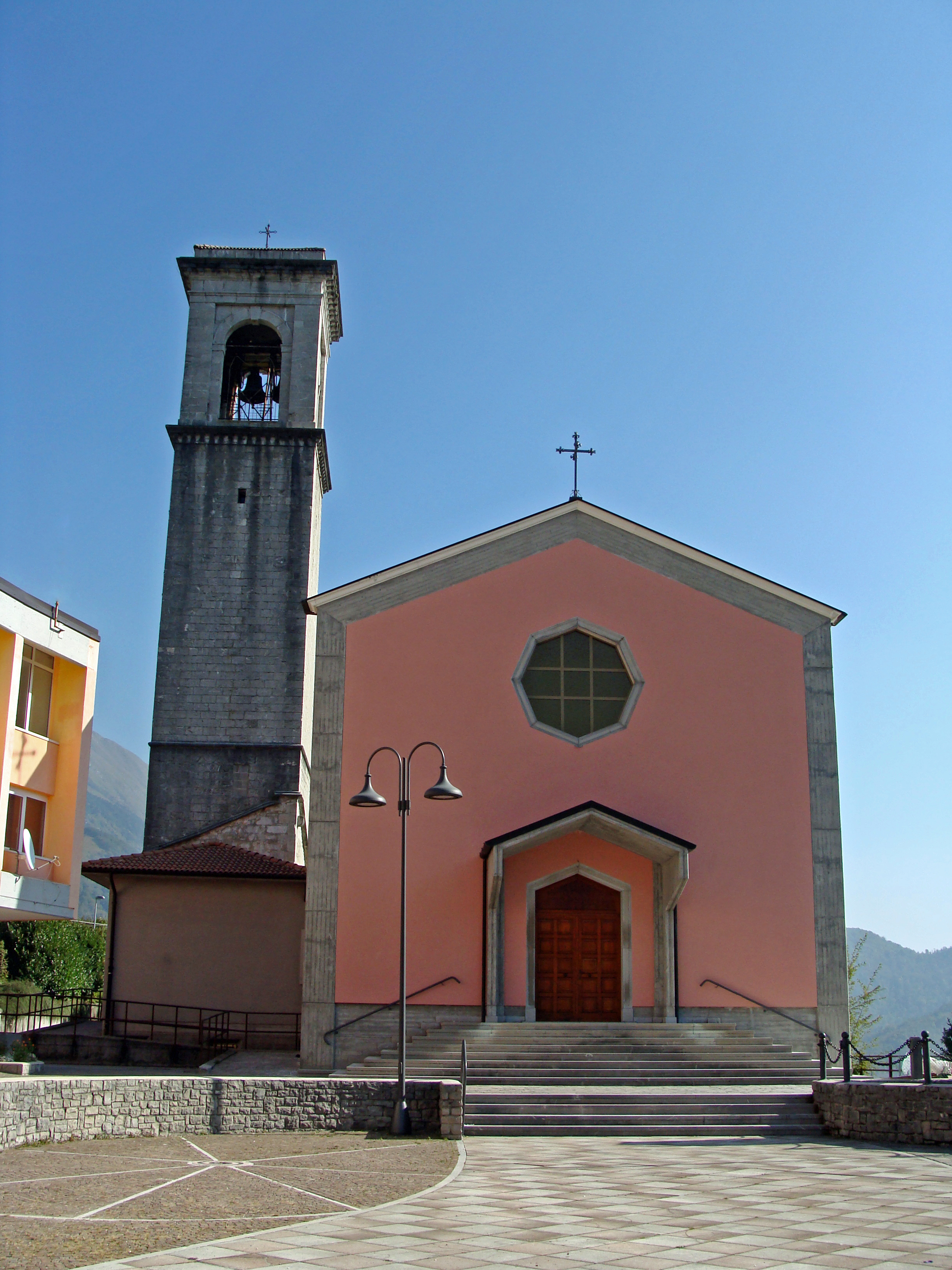
Chiesa parrocchiale di Monteaperta

- la chiesa della Santissima Trinità di Monteaperta (o Sveta Trojica in sloveno) è stata fondata nel 1348 (finestra gotica). In antico era intitolata chiesa di San Vito e di San Modesto ed aveva cimitero. L'edificio originario era sicuramente d'impianto romanico. Citata in documenti risalenti al 1455 (la prima data che ricordi le due chiese di Monteaperta), fu registrata nell'ispezione canonica del 10 giugno 1737 come "chiesa della Santissima Trinità, situata nella campagna della Villa di Monteaperta". Nel 1668 fu fatto l'atrio, mentre il coro è stato aggiunto nel 1789, la sacrestia nel 1830 e il suo tipico portico nel 1930. La chiesa della Ss. Trinità è stata accuratamente restaurata, ed ospita lacerti di diversi affreschi. Si possono distinguere quattro strati di pittura appartenenti a diversi periodi, tra cui un affresco antico sull Adorazione dei Magi del terzo quarto del XV secolo ed un ciclo di vita di Cristo attribuito a Gian Paolo Thanner (1520). Nella nicchia centrale dell'altare si trova un gruppo laccato in oro raffigurante Cristo e l'Eterno Padre che incoronano la Vergine Maria e sopra la colomba dello Spirito Santo, risalente al secolo XIX. Sopra, la figura di San Daniele Profeta, residuo dell'altare ligneo ordinato nella visita foraniale del 1595, statua lignea ora conservata nella sacrestia della chiesa parrocchiale. Il 6 luglio 1563, si stimava 181 Ducati l'ancona fatta dal pittore Giacomo Secante nella "chiesa dedicata a San Vito", ora scomparsa. I piccoli dipinti votivi (un dipinto "la salvezza del figlio" (1873), un dipinto di Maria Pascolo (1895), un dipinto di Giuseppina Maria Riaboli (1895) e numerosi altri), sono scomparsi dopo il terremoto del 1976. Un dipinto votivo di Maria Blasutto ed un dipinto votivo (1902) di Luigi Cobai (1885-1942) sono ora conservati in chiesa parrocchiale. La chiesa è dotata di un raro agioscopo, per ascoltare la Messa da fuori. Nel santuario della Ss. Trinità di Monteaperta, le comunità delle valli del Cornappo e del Torre si danno ogni anno (mese di giugno) un appuntamento per ripetere il solenne e suggestivo rito del Bacio delle Croci, che affonda le sue origini nei tanti secoli durante i quali il santuario della Ss. Trinità era considerato la Chiesa-madre delle comunità religiose della Slavia friulana e di quelle slovene della Valle dell'Isonzo.

Nei pressi, un sasso reca, secondo la leggenda, l'impronta del piede della Madonna. La leggenda narra che i pastori erano presenti in quella posizione intorno al 1241, l'apparizione della Vergine Maria che ha lasciato una testimonianza della sua impronta ordinò la costruzione della Chiesa della Santissima Trinità. (Si trova ad un'altitudine di 673 metri, ai piedi del monte Testa Grande).
- L'antica chiesa parrocchiale e sacramentale dedicata a San Michele Arcangelo e a San Lorenzo (prima era una chiesa vicariale dedicata ai Santi Daniele e Lorenzo, dei quali esisteva una Fraterna fino 1482). Già citata in documenti risalenti al 1585, è stata ricostruita dopo la distruzione del terremoto del 1976 con a fianco un fabbricato residenziale, in contrasto con l'architettura locale. Il suo alto campanile è stato restaurato. Sono scomparsi dopo il terremoto del 1976 i due pezzi di bronzo sigillati nel muro della chiesa (raffigurante i Santi Ermacora e Fortunato, primi martiri) proveniente dalle campane rotte dagli occupanti tedeschi durante la prima guerra mondiale. Il pulpito antico è stato venduto, l'organo è stato restaurato. Furono però mantenuti una Via Crucis e mobili antichi. La vecchia chiesa era riccamente decorata con affreschi dipinti da Titta Gori (1870-1941) pittore di Nimis.

Il 23 settembre 1708, Monteaperta supplica il Senato Veneto di elevare la loro chiesa in battesimale e sacramentale: si conferma che ad onta della distanza e della difficoltà delle vie, nessuna chiesa in montagna è sacramentale. Bambini morti senza battesimo, ed adulti senza sacramenti. Il Cornappo si attraversava 4 volte. La chiesa parrocchiale fu fatta solo sacramentale il 6 settembre 1710. Il 4 dicembre 1710, il Monsignore Patriarca permette finalmente di amministrare il battesimo in chiesa a Monteaperta. Monsignore Alessio Pievano di Nimis eleva con il decreto del 19 dicembre 1912 la chiesa San Michele Arcangelo a curaziale.
Storia dell'antico organo.

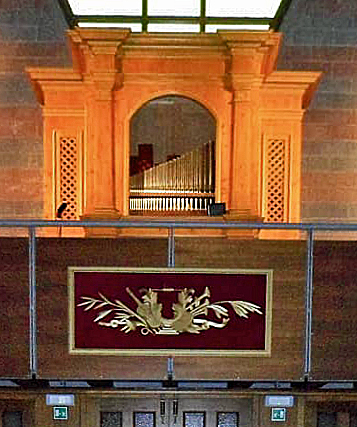
Organo della chiesa parrocchiale di Monteaperta.

Non si sa molto dell'origine dell'organo, infatti nell'archivio parrocchiale c'è scarsa documentazione, e solo in modo parziale è possibile ricostruire la storia di questo strumento. La cantoria che si trova sopra la porta d'ingresso della chiesa è stata costruita tra il 1899 - 1900 su disegni di Luigi Comelli di Qualso (Ud). L'organo fu acquistato dopo oltre trent'anni dalla fine della ricostruzione della chiesa parrocchiale, dalla ditta Achille Bianchi di Udine e fu inaugurato il 26 luglio 1936 in occasione della prima messa dal sacerdote don Arturo Blasutto di Monteaperta. Negli anni '50 fu riparato dalla ditta "La Fonica". Lo strumento sembra provenire, come ha testimoniato l'allora parroco di Monteaperta Giuseppe Rojatti, dalla chiesa collegiale di Cividale del Friuli, ma la notizia non è stata possibile verificare. Dopo il terremoto del 1976 l'organo è stato restaurato dalla ditta organaria Cav. Francesco Zanin di Codroipo e l'inaugurazione ha avuto luogo il 10 agosto 2013. L'ultimo pezzo dell'organo " il fregio" che mancava, grazie a Carloni Giuseppe che l'aveva recuperato dalle macerie e da Pascolo Lucien (1932-2014) che con pazienza e grande abilità l'aveva restaurato, è stato inaugurato il 1.4.2018, giorno di Pasqua, grazie a Cramaro Giovanni e Grando Luigino che l'hanno posizionato sulla balaustra. Oggi possiamo senz'altro dire che l'organo è completo.
- Scultura L'emigrante , opera realizzata sul tronco del grande tiglio di Monteaperta dall'artista Franco Maschio, esposta presso l'agriturismo di Monteaperta. Inaugurata domenica 31 ottobre 2010[7]. In precedenza (8 agosto 2010) è stata inaugurata la statua dell'emigrante della frazione di Prossenicco (la frazione definita da molti la più vivace e creativa del comune), realizzata dallo scultore locale Mario Budulig, in occasione dell'annuale Sagra paesana.[8]

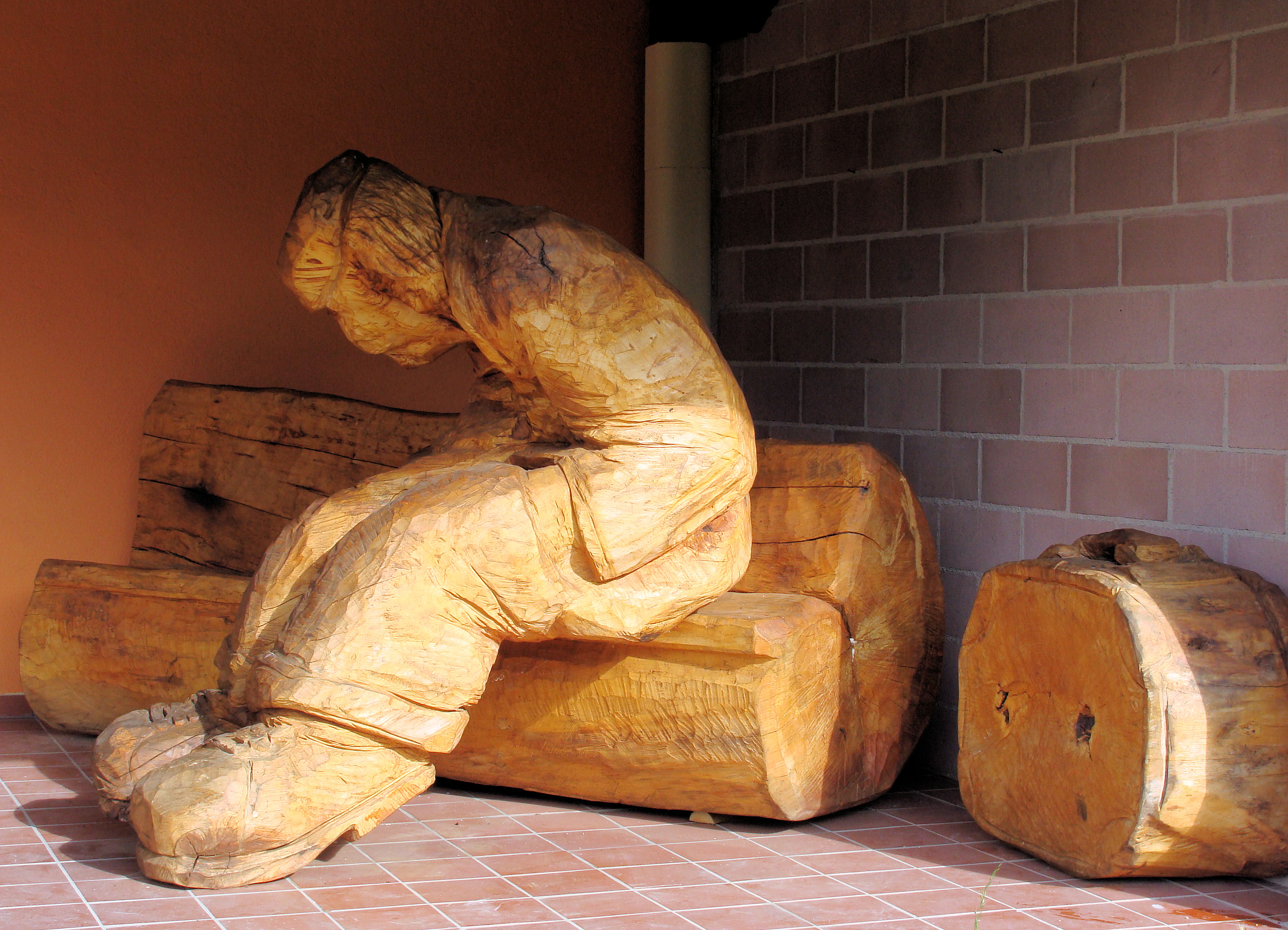
L'emigrante, scultura di Franco Maschio, Monteaperta

- Nella frazione di Monteaperta ci sono varie cappelle, santuari e fontane, alcune case di architettura rurale tipica (Borgo di Sotto, casa antica del Poiacco, casa Pascolo in Val Calda) e i resti di alcuni vecchi mulini (Borgo di Sopra, Al Ponte ed altri).
- Sul Gran Monte (località Sella Kriz a 1540 m): la grande croce metallica, forgiata da Santo Levan (nato nel 1953), un artigiano locale. Domina la massa ed è il culmine di una lunga mulattiera militare costruita dagli alpini nel 1912 (in dialetto locale chiamato muletiera).
- Il rifugio alpino A.N.A. Montemaggiore-Monteaperta (restaurato) si trova a 1468 metri (coordinate: 46°17′24″N 13°21′12″E). Si tratta di un grande edificio che in origine era un "ricovero militare" costruito dagli alpini dell'8º Reggimento negli anni antecedenti la prima guerra mondiale[9].

### Il parco naturale comunale del Gran Monte

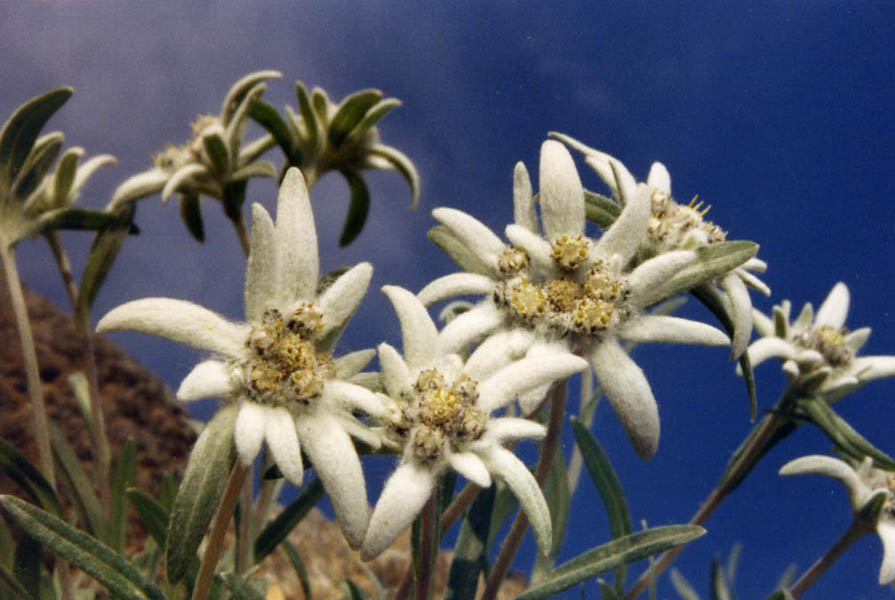
Leontopodium alpinum

Il parco naturale comunale del Gran Monte si estende per 3533 ettari. È gestito dal comune di Taipana ed è stato classificato. È caratterizzato da un paesaggio prealpino, con vasti boschi, fiumi, torrenti, cascate, pascoli e prati.
Il parco comprende due aree: "Area di Rilevante Interesse Ambientale n. 10" e "Sito di Interesse Comunitario IT3320017". L'area confina con la Slovenia. Presenta una vegetazione rara collinare (Buphthalmum salicifolium, Aquilegia, narcisi) ed una vegetazione alpina notevole (Asphodelus albus, Rosa alpina, Rosa glauca, Leontopodium alpinum, erica, ciclamini, daphne, viole, primula alpina). La sua fauna è protetta.

## Curiosità
- Napoleone Bonaparte (1769-1821) passò per Monteaperta e soggiornò per breve tempo nel 1797 in una casa a Debellis. Lasciò il suo nome al "Ponte Napoleonico" presso l'abitato di Montemaggiore.
- Vittorio Emanuele III (1869-1947), Re d'Italia, attraversò più volte nel corso della prima guerra mondiale, il territorio di Monteaperta.  Il 25 ottobre 1917, nel corso della Battaglia di Caporetto, giunse a Nimis per ispezionare il fronte e una targa ricorda la sua presenza anche nella frazione di Debellis (casa Bastianutti). Si conservano in paese i resti di una vecchia lapide memoriale spezzata.

## Galleria d'immagini

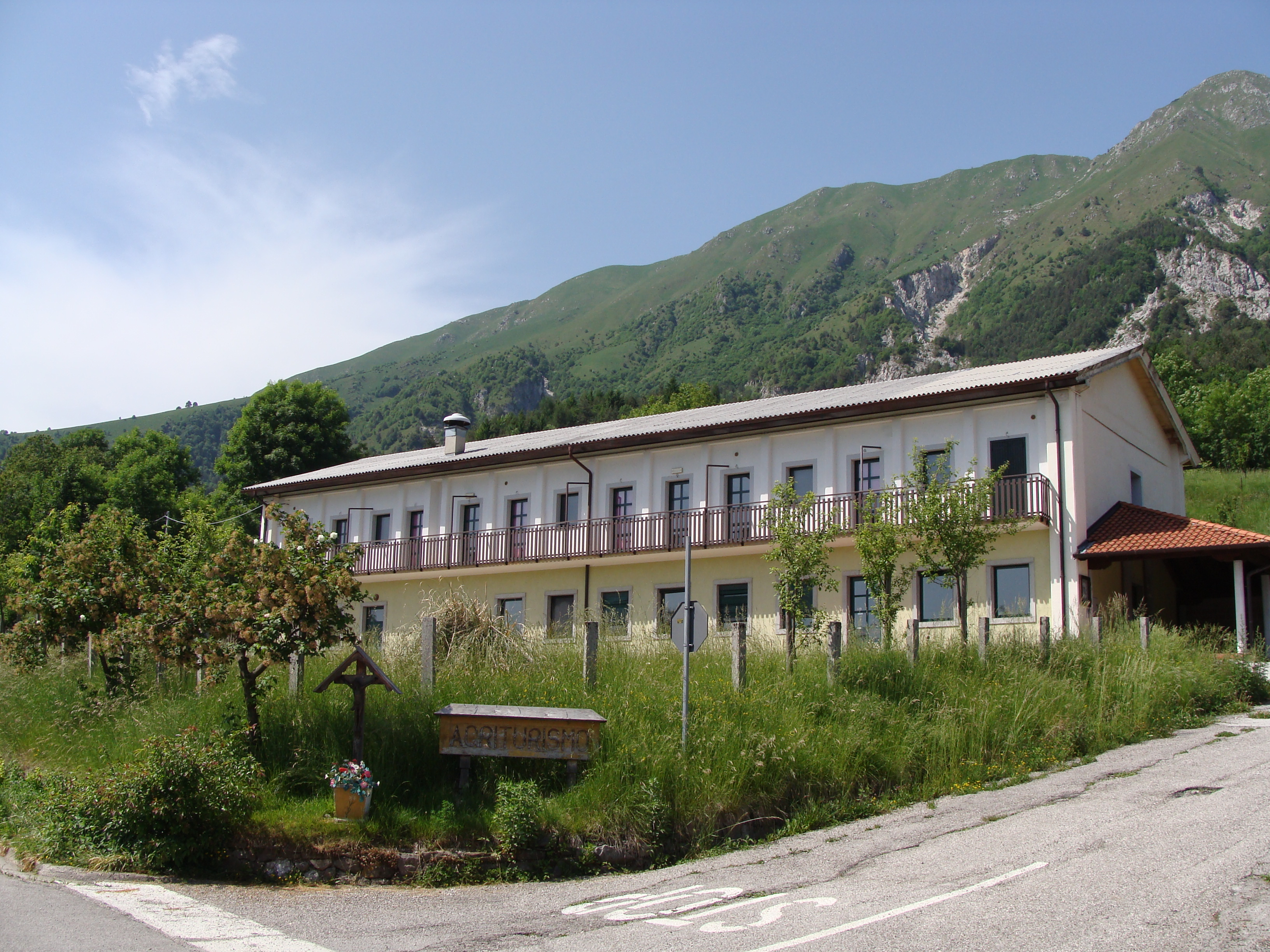
agriturismo di Monteaperta
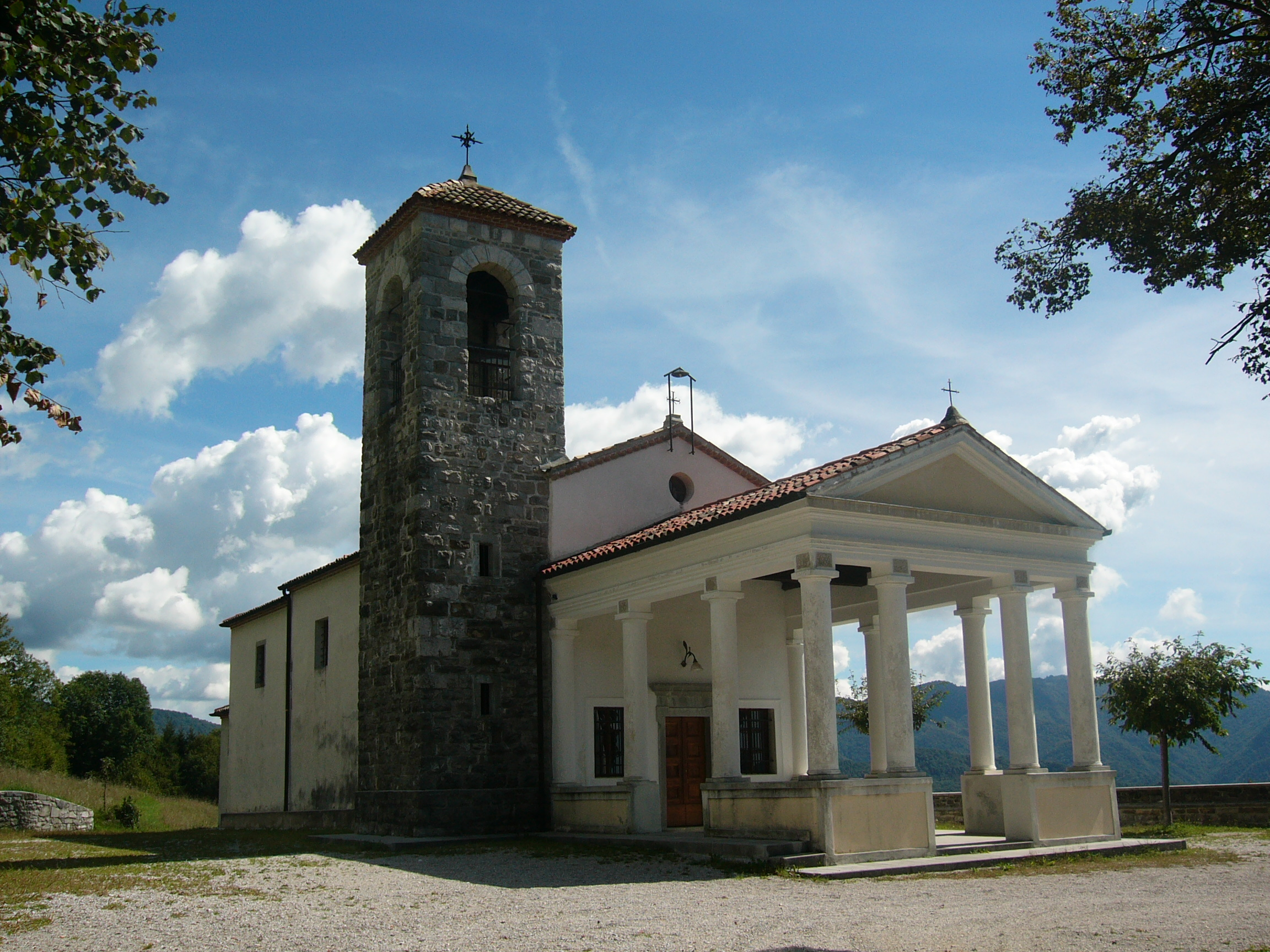
Chiesa della Ss. Trinità
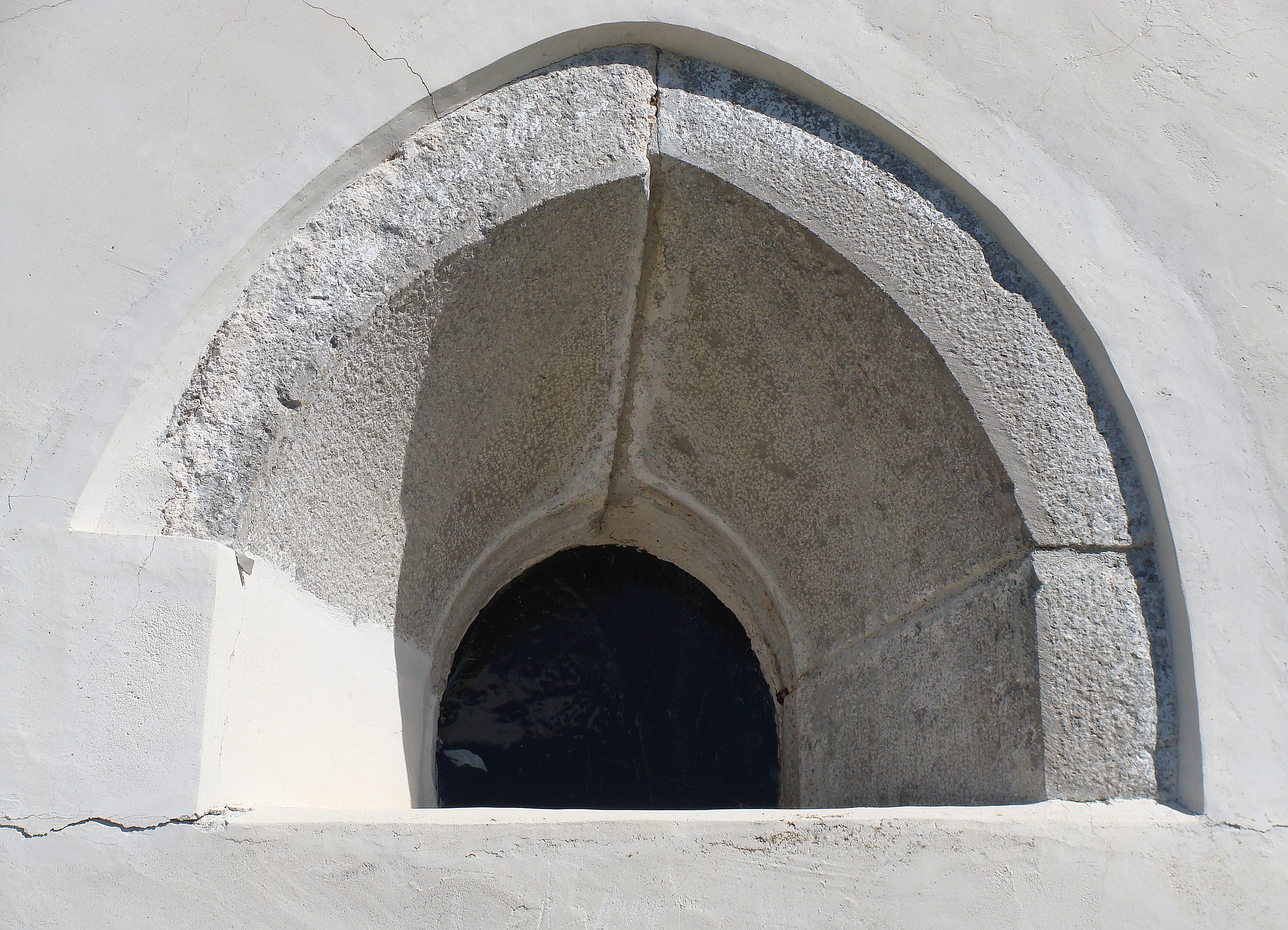
Ss. Trinità, finestra gotica
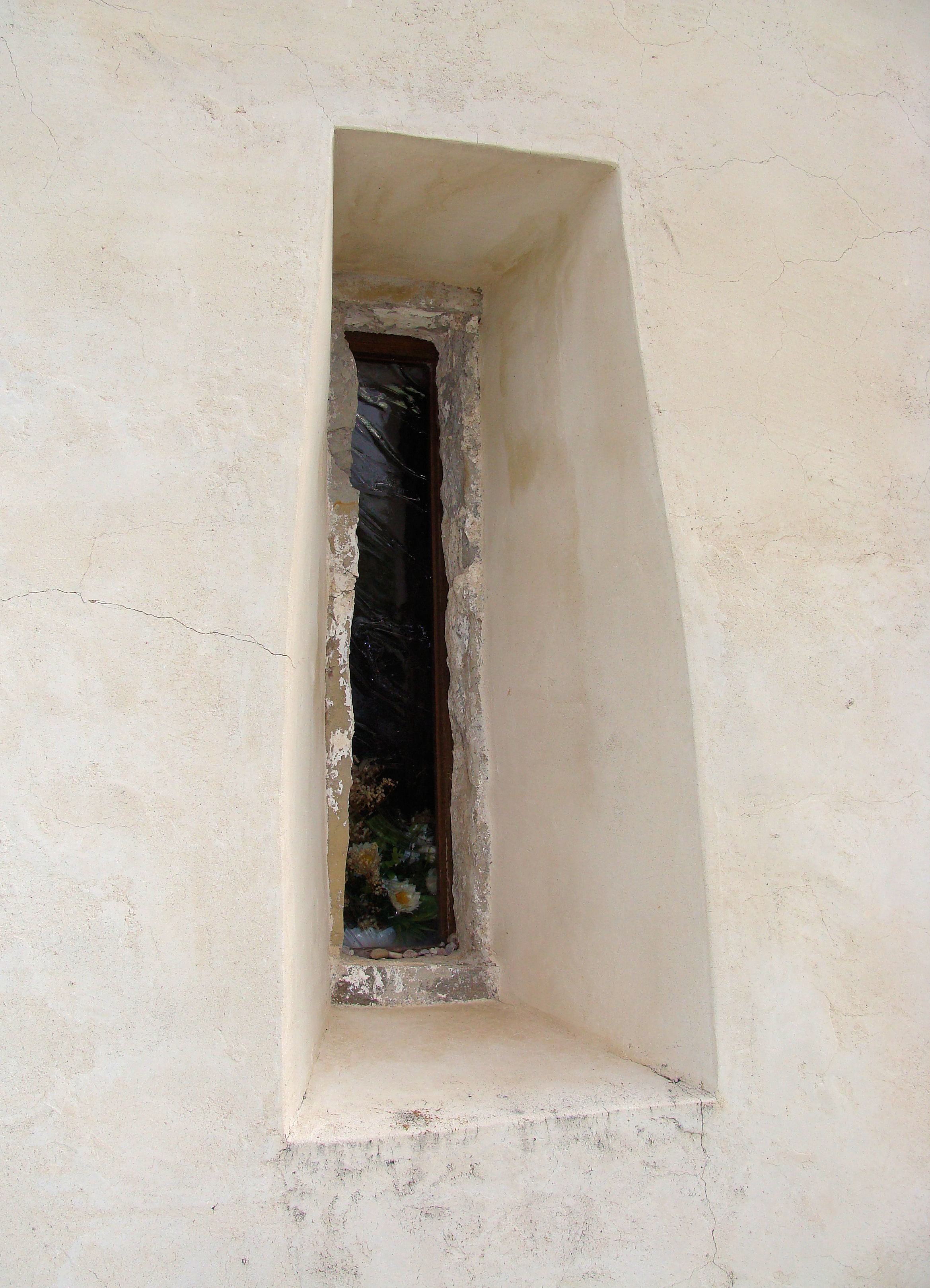
Ss. Trinità, agioscopo
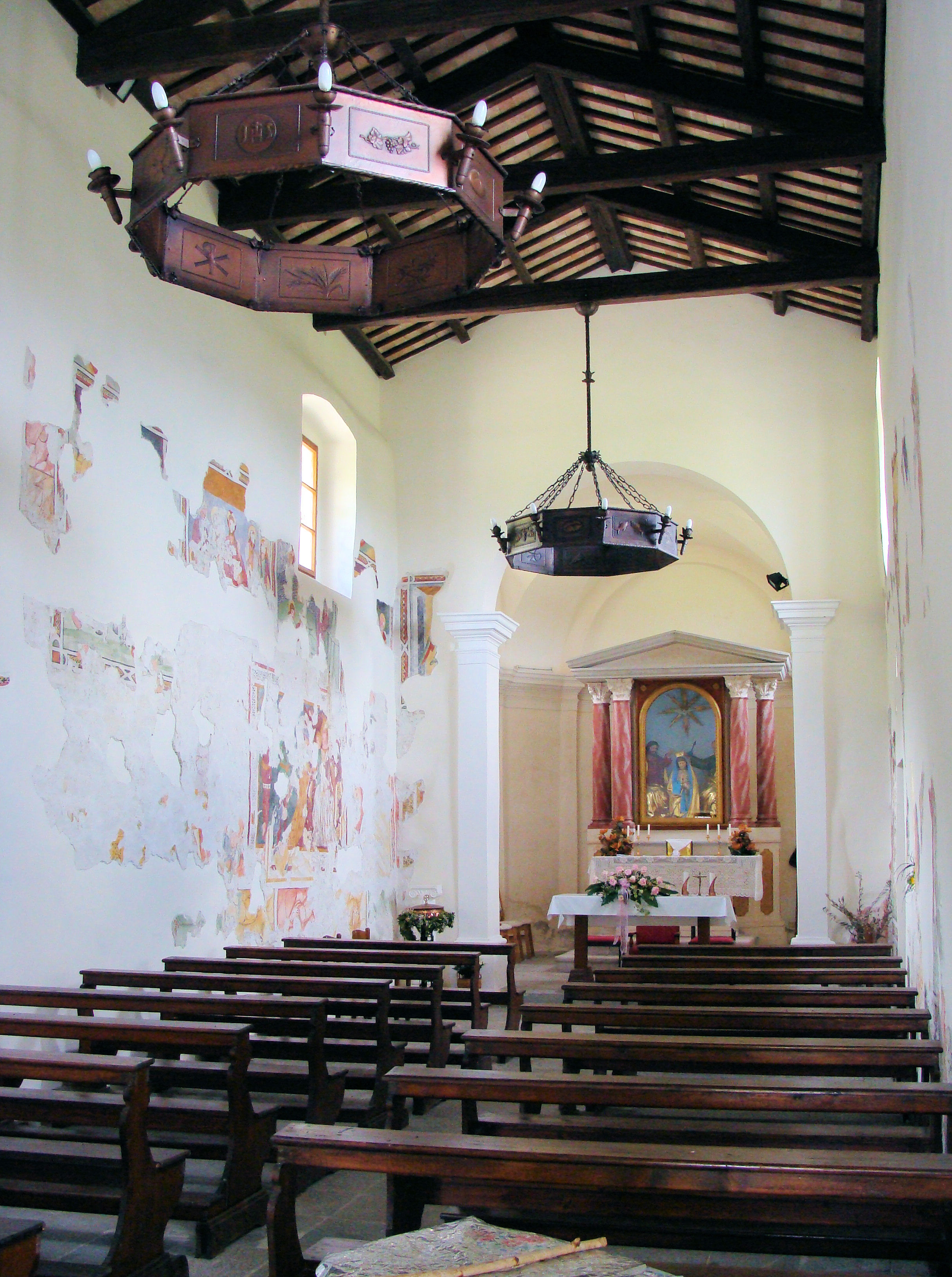
Ss. Trinità, interno
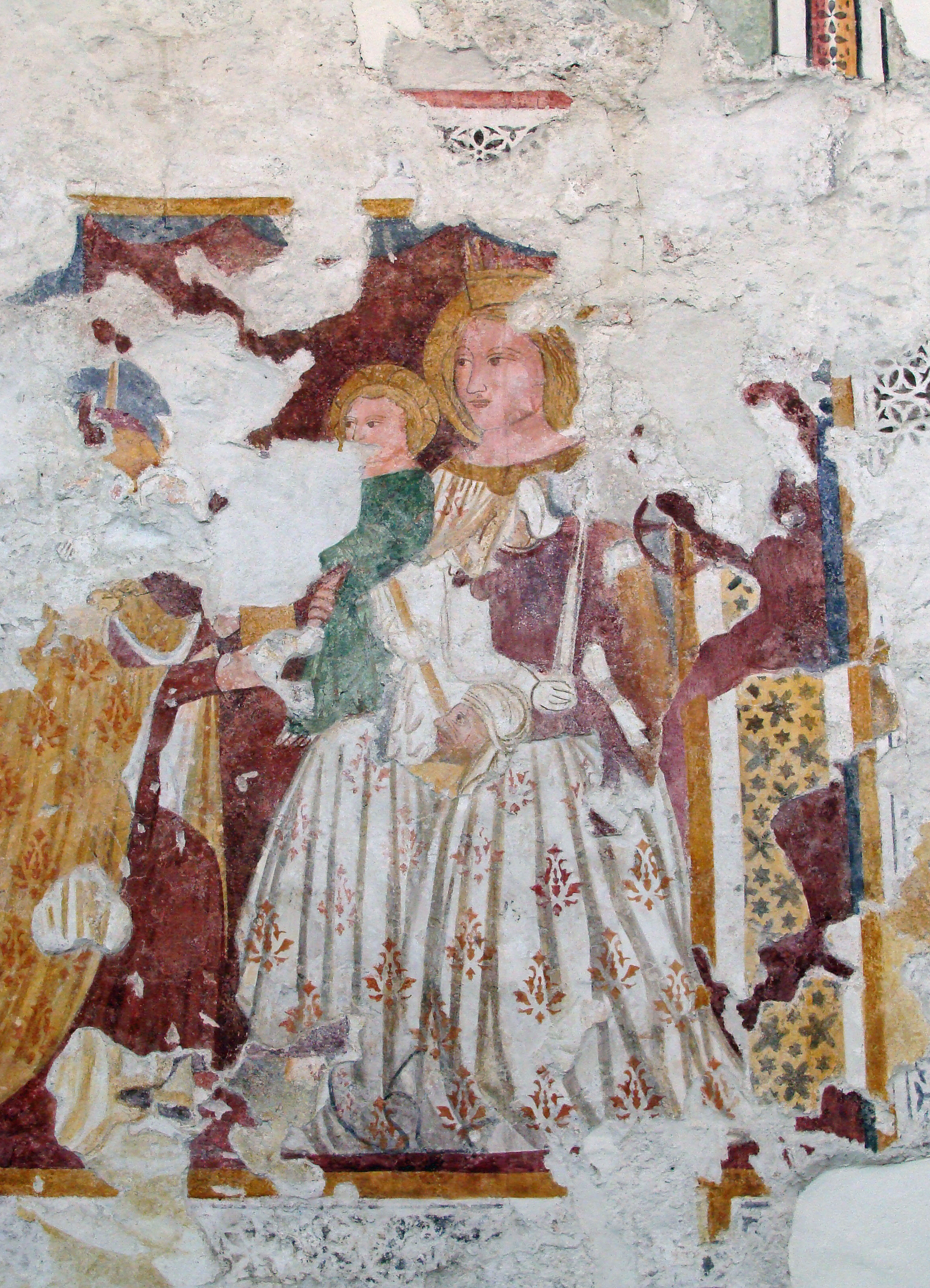
Ss. Trinità, affreschi
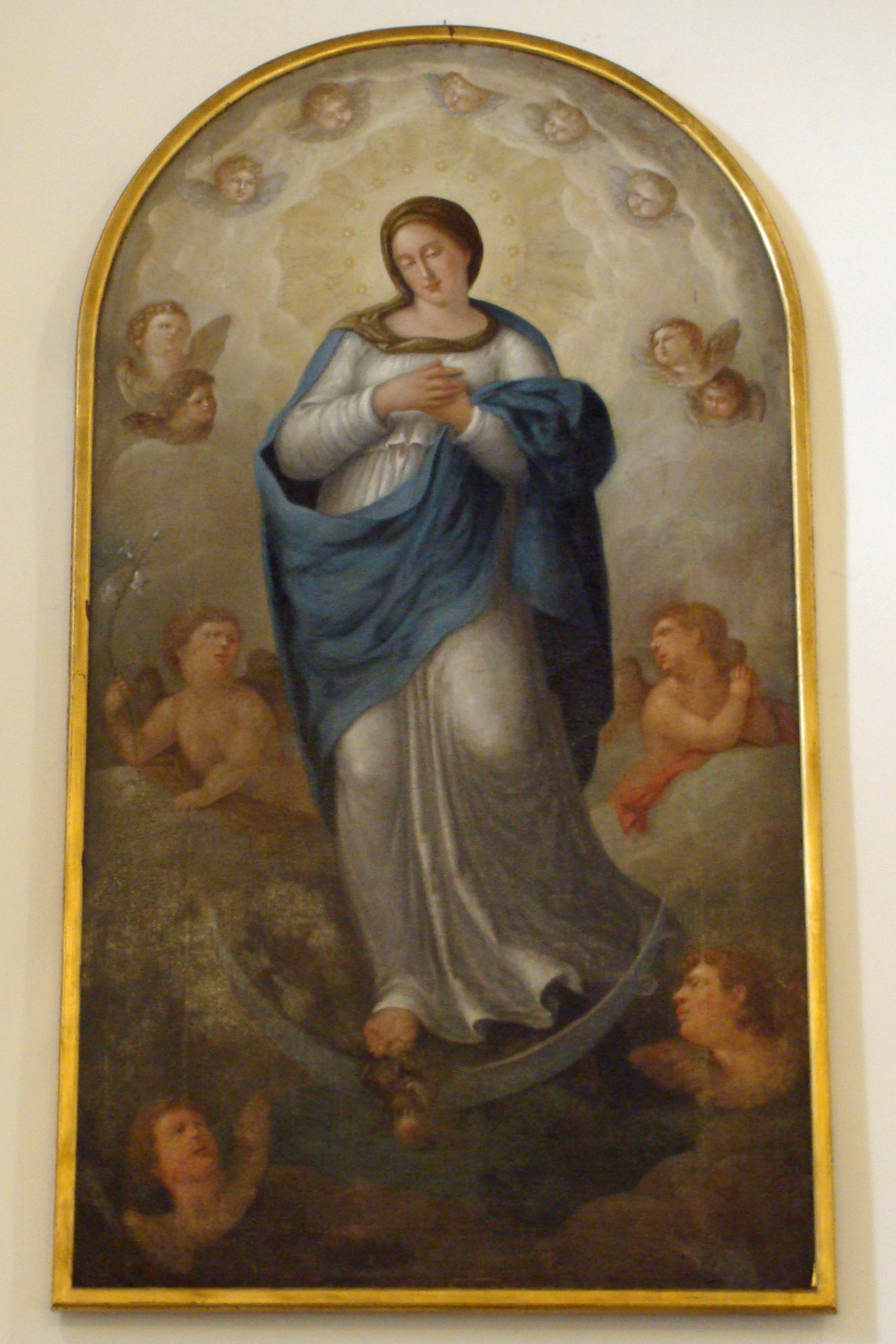
quadro in chiesa della Ss. Trinità
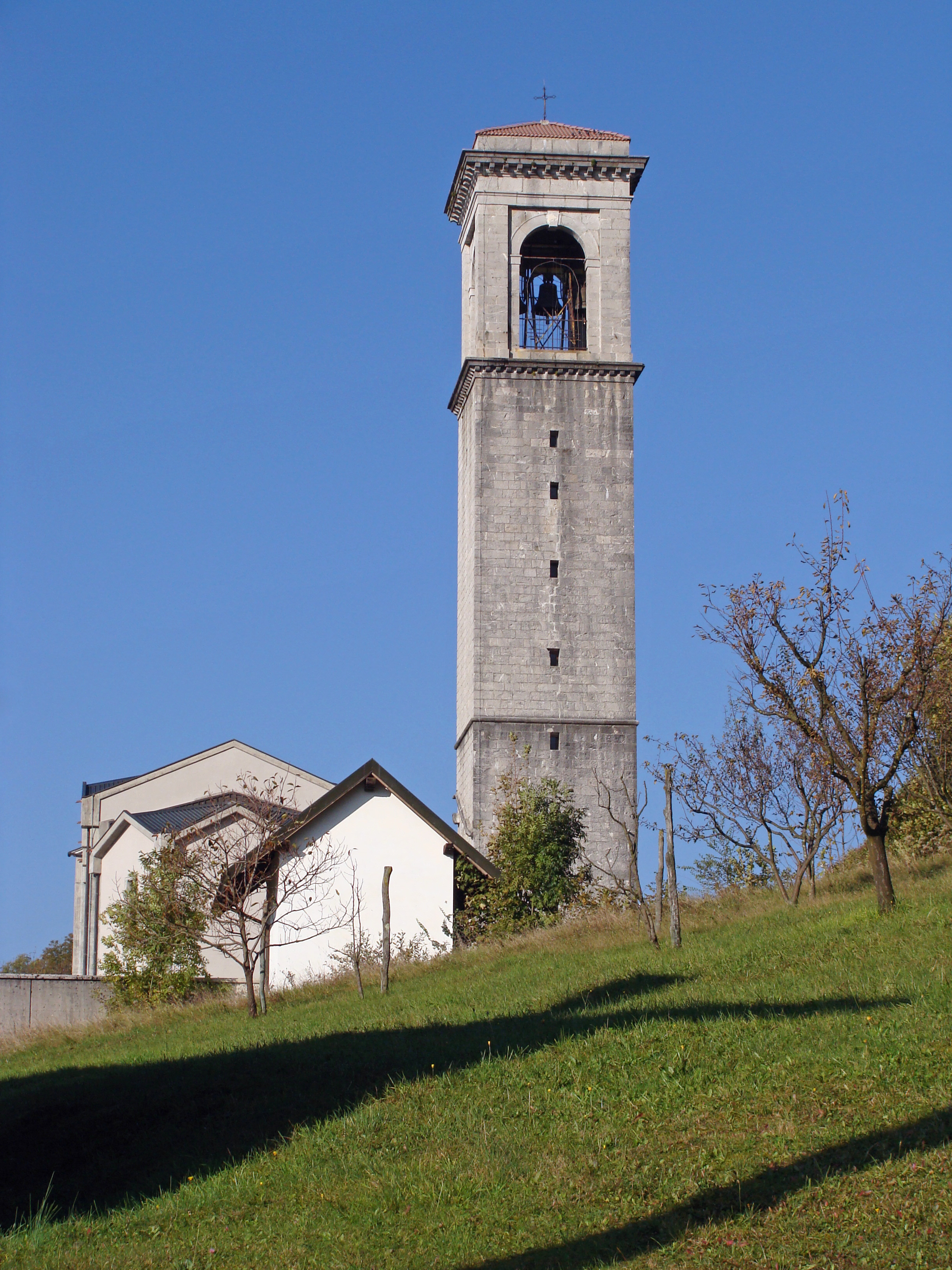
Chiesa parrocchiale
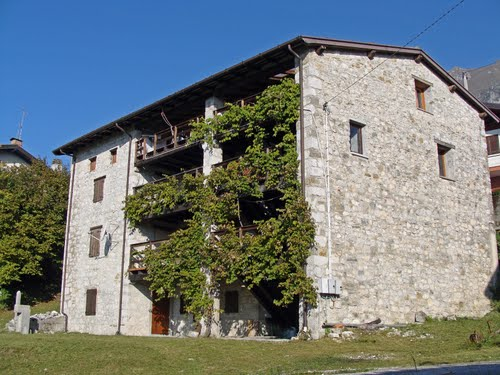
Monteaperta, Borgo di Sotto, casa antica
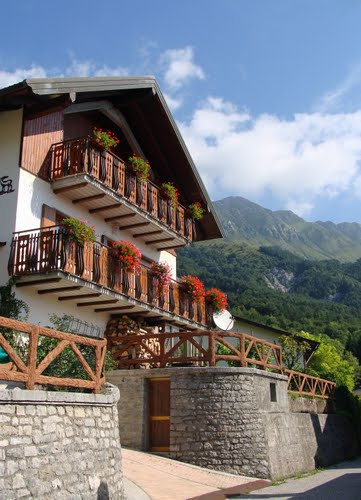
Monteaperta, Borgo di Sopra, casa tipica
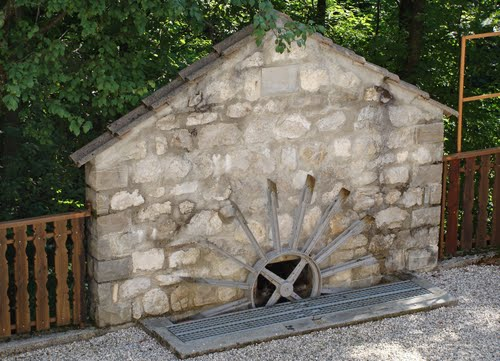
Monteaperta, Borgo di Sopra, mulino
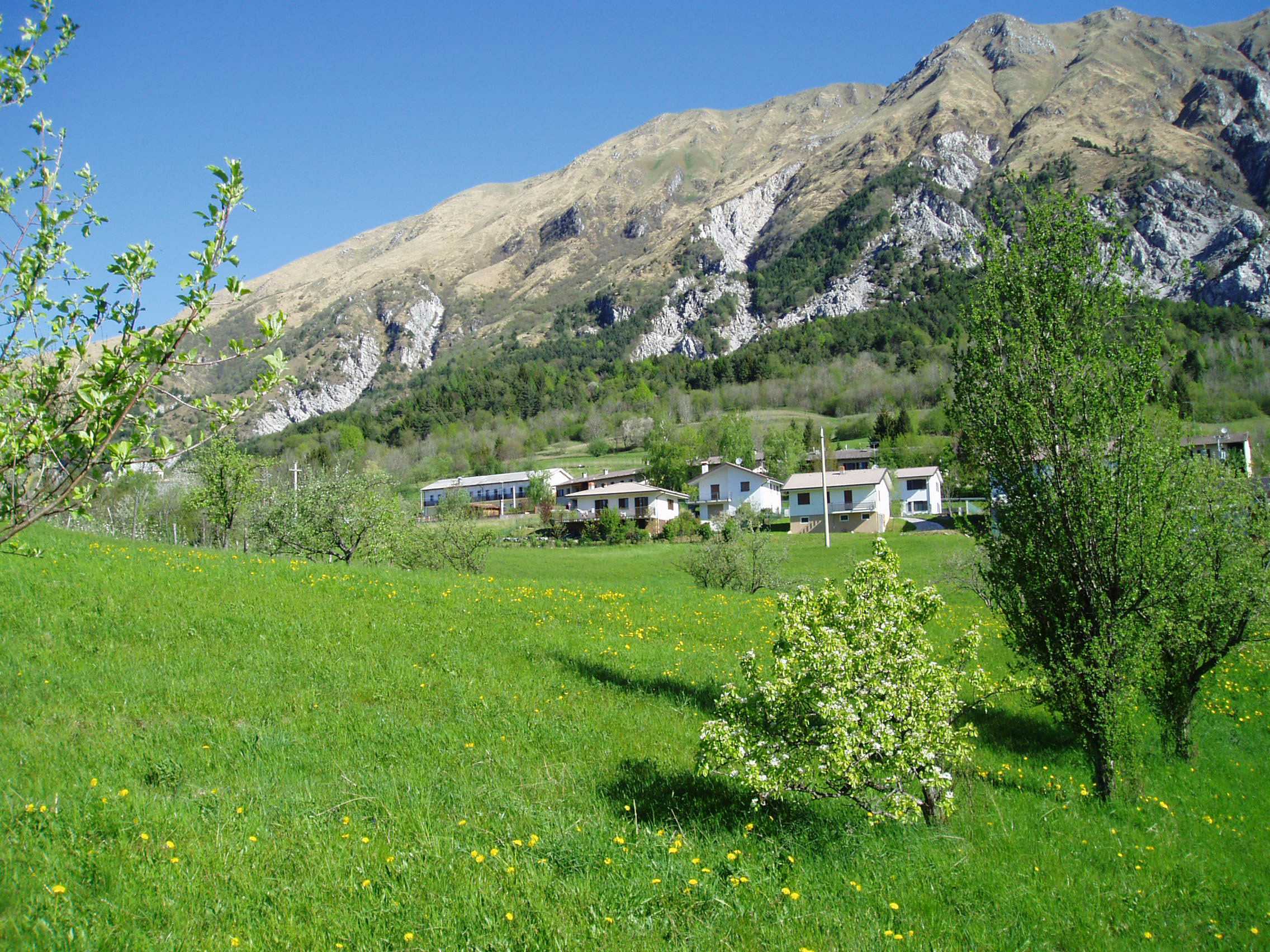
Monteaperta, Borgo di Sopra, veduta
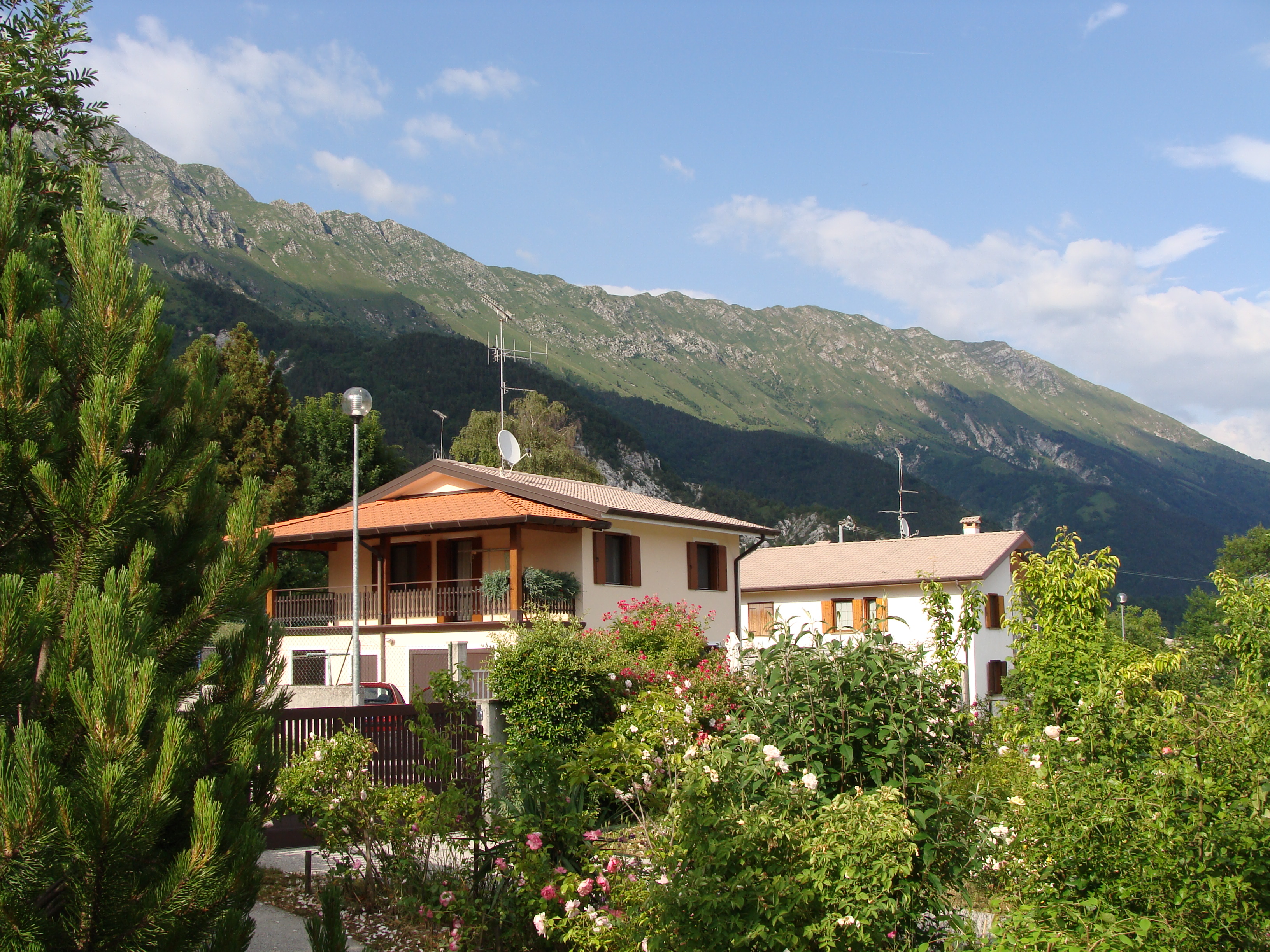
Borgo di Sopra e Gran Monte
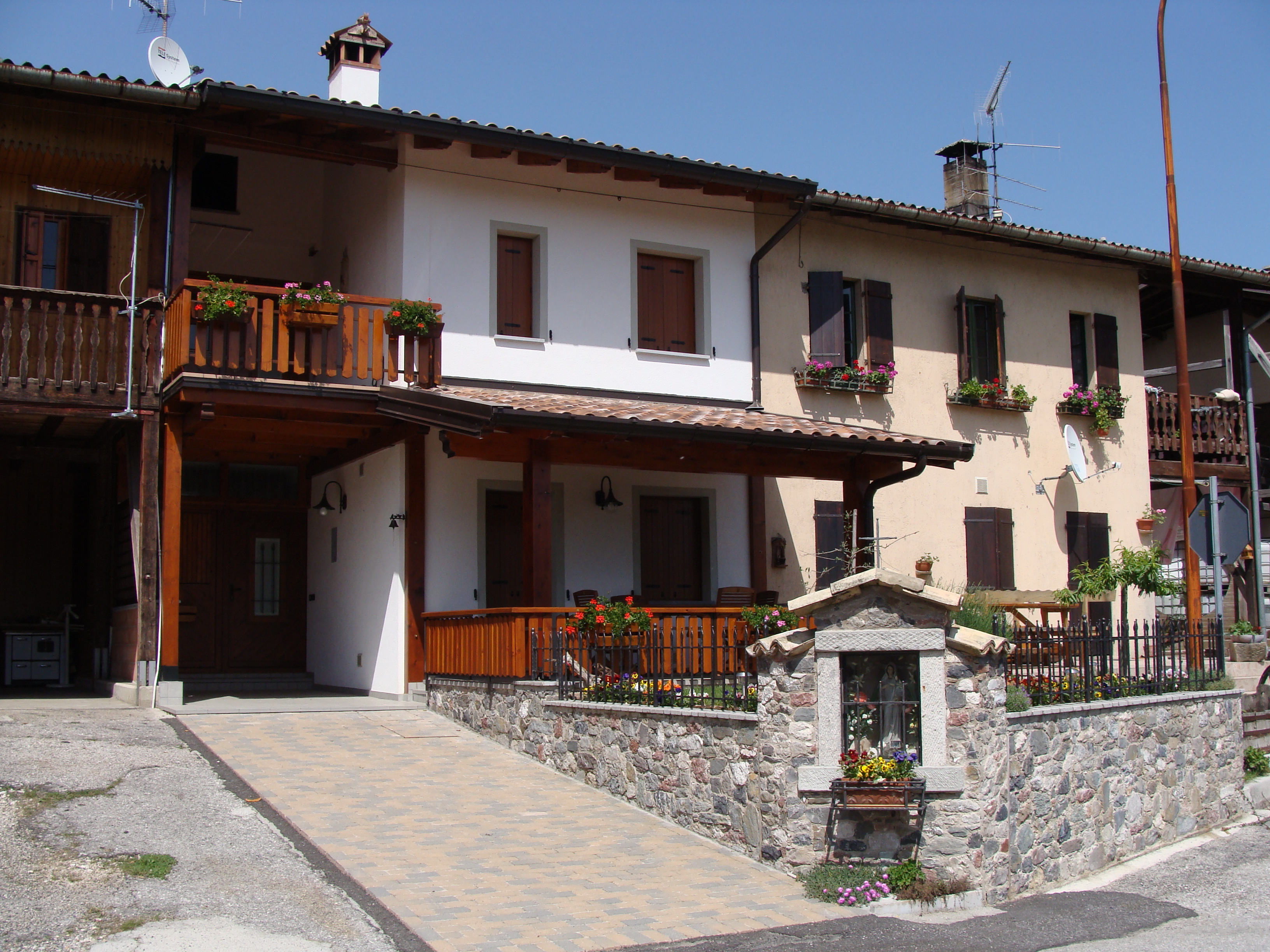
Borgo di Sopra
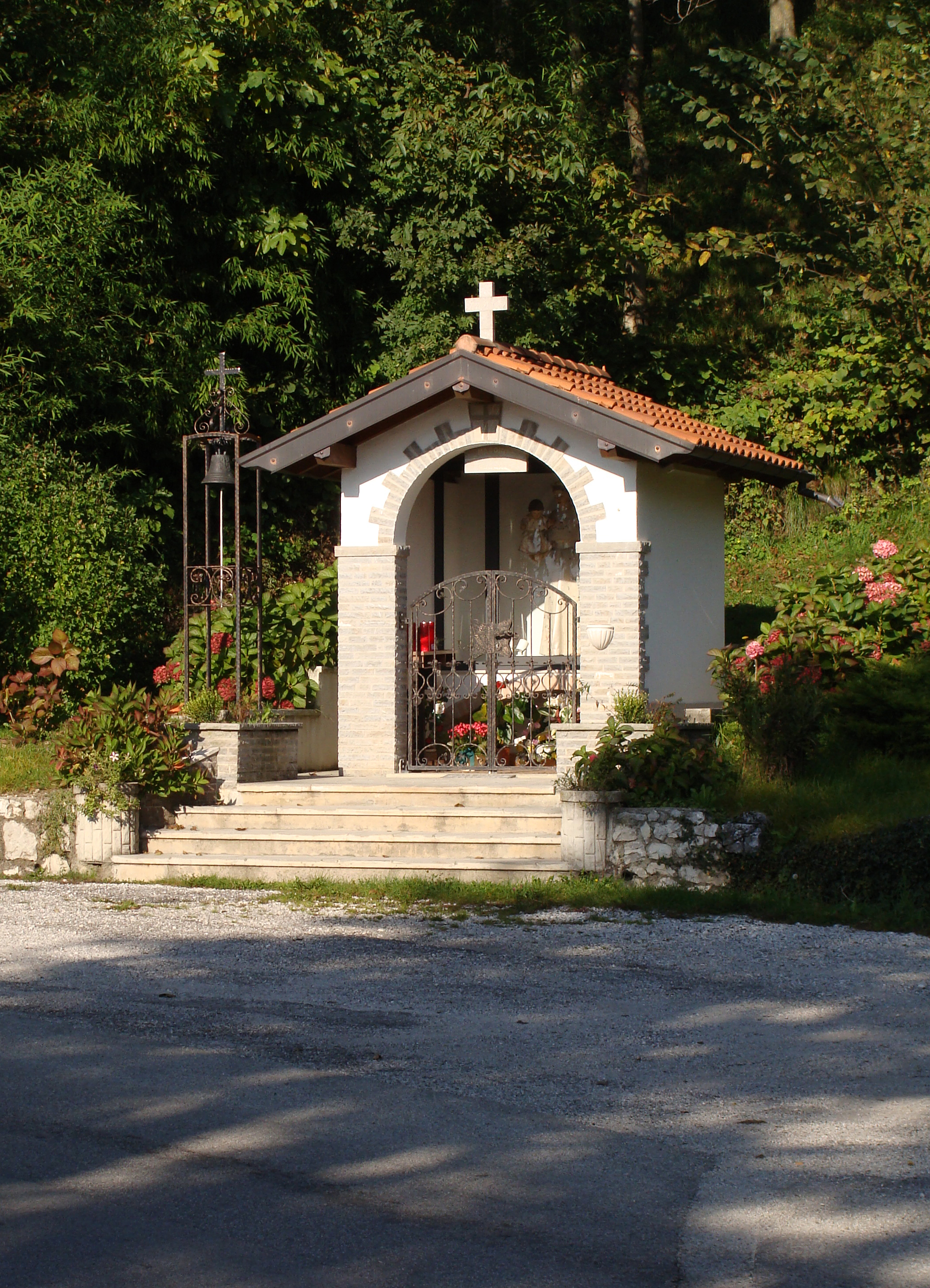
Borgo di Sotto
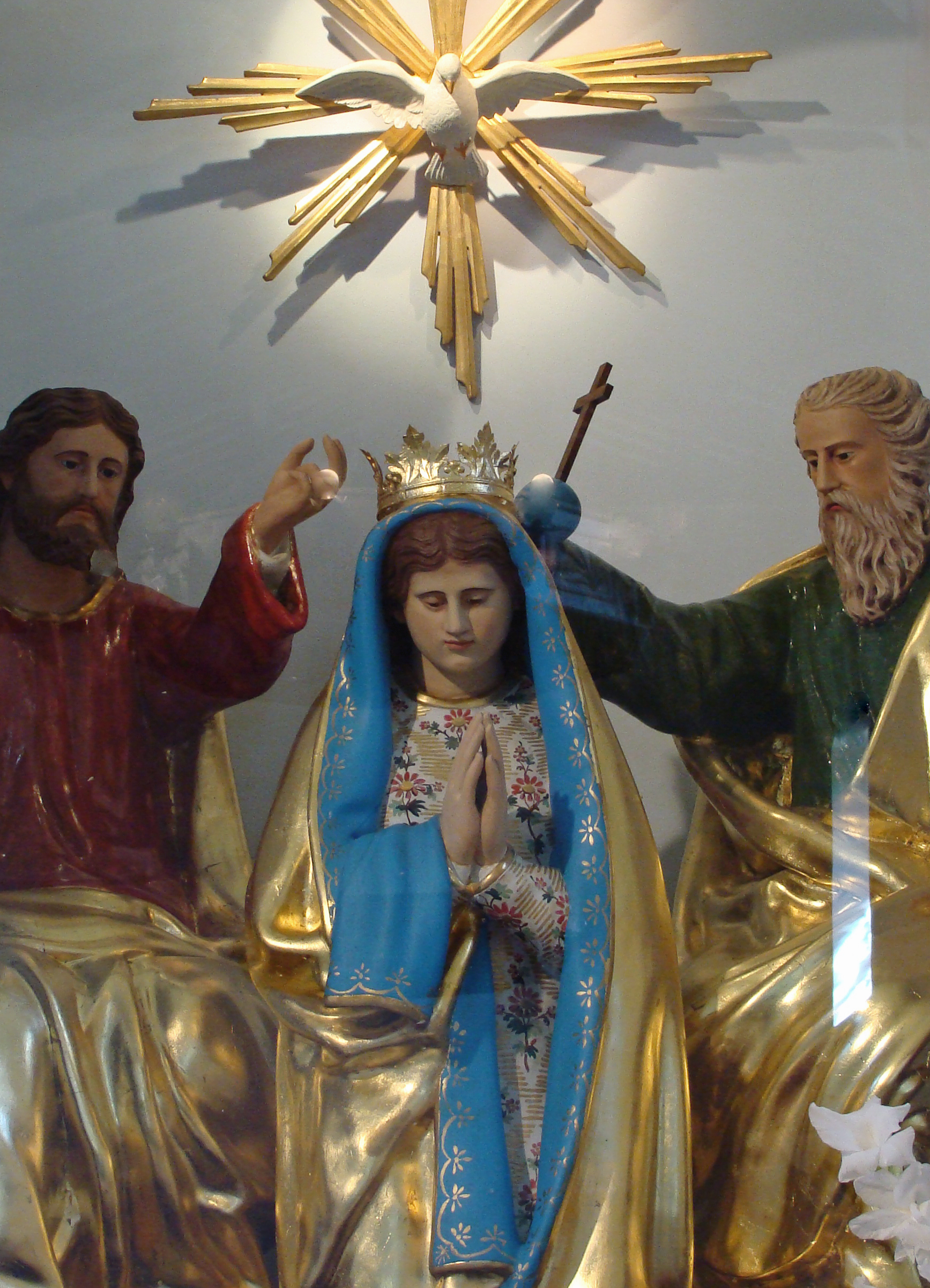
Monteaperta, Ss. Trinità
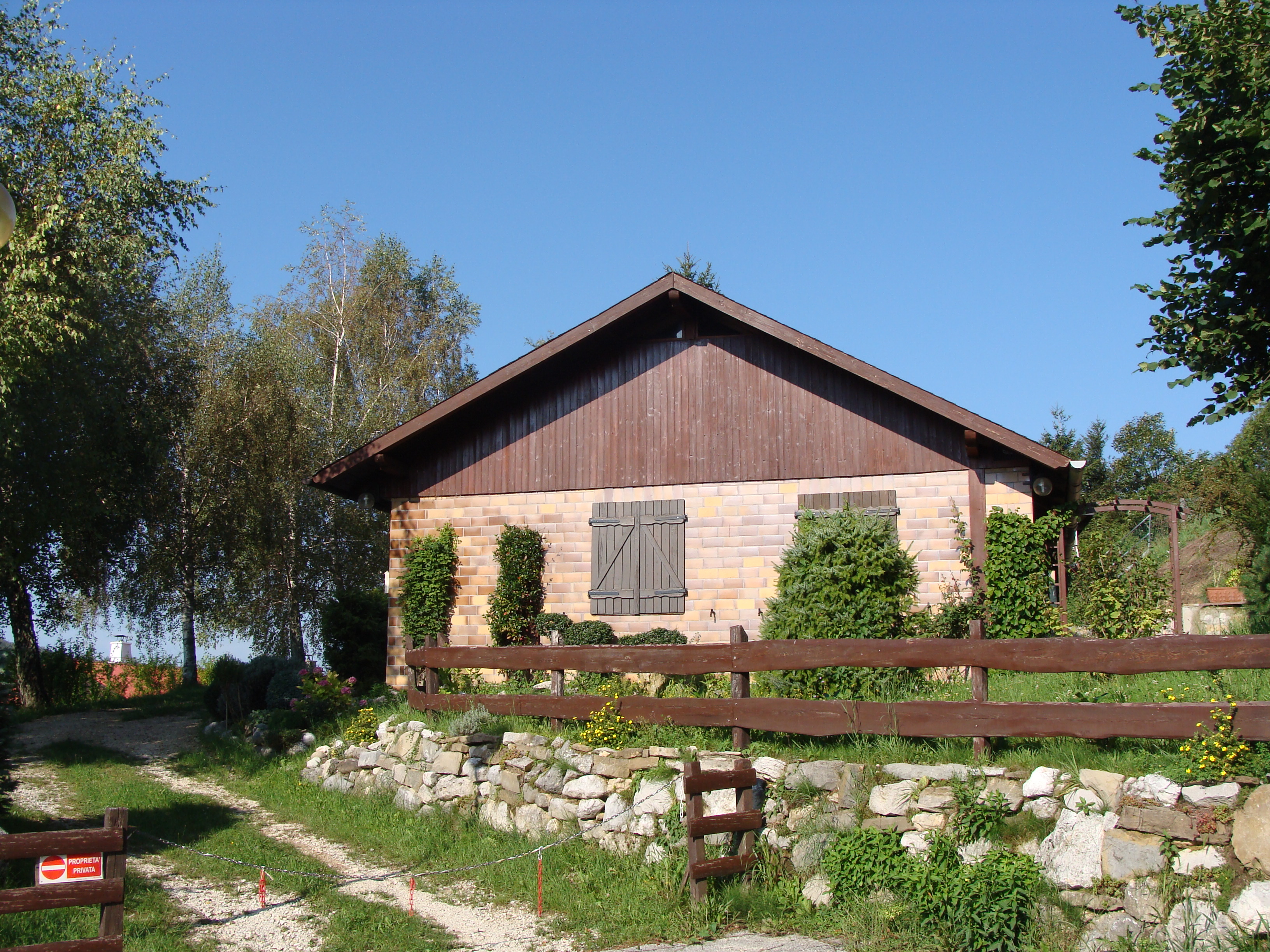
Monteaperta, casa della Croce Rossa Bavarese